# Arado Ar 196
Die Arado Ar 196 war ein deutsches See-Mehrzweckflugzeug der Arado Flugzeugwerke. Als einmotoriger Tiefdecker mit Schwimmern entworfen, entwickelte sich das Baumuster zum Standard-Katapult-Bordflugzeug der Großkampfschiffe und bedeutendsten Schwimmerflugzeug Deutschlands im Zweiten Weltkrieg. Es wurde hauptsächlich als Bordflugzeug, aber auch als Aufklärer und U-Bootjäger eingesetzt. Im August 1944 wurden die letzten Ar 196 an die Luftwaffe geliefert.
An das Ausland gelieferte und von Kriegsgegnern erbeutete Maschinen flogen in der bulgarischen, norwegischen, finnischen, rumänischen und sowjetischen Luftwaffe. Einige wenige Ar 196 waren noch in den 1950er-Jahren in Rumänien und der Sowjetunion im Einsatz.

## Geschichte

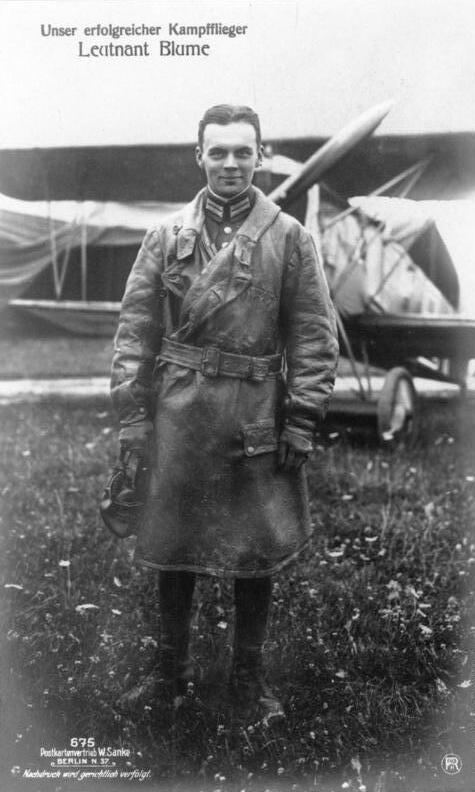
Walter Blume, hier als Leutnant (um 1916/1918), war Chefkonstrukteur und Leiter des Konstruktionsbüros bei Arado. Er entwickelte das Konzept der Ar 196.

In Zusammenarbeit mit dem Oberkommando der Marine gab das Technische Amt des Reichsluftfahrtministeriums (RLM) im Herbst 1936 einen Leistungskatalog für ein Katapult-Schwimmerflugzeug als Nachfolger für die Heinkel He 50 heraus. Ausgeschrieben wurde ein zweisitziges Wasserflugzeug mit Einzel- oder Doppelschwimmern (Zwillingsschwimmer) und einem einzelnen Motor in der Leistungsklasse 800/900 PS. Gefordert waren weiterhin Katapultfähigkeit, klappbare Tragflächen und eine Spannweite von maximal 12,50 m. Die Maschine sollte bei einem Seegang 3 bis 4 noch seefähig bleiben und eine Maximalmasse von 2,5 t nicht überschreiten. Es sollten zwei Ausführungen der Prototypen gefertigt werden: Ausführung A mit Zwillingsschwimmern und Ausführung B mit einem Zentralschwimmer. Die Ausführung B war dabei nicht ohne Risiko, denn über Flugzeugmuster mit einem zentral angeordneten Schwimmer lagen in Deutschland zu dieser Zeit nur wenige Vergleichswerte vor. Die einzigen Erfahrungen mit einem Zentralschwimmer beruhten auf den Flugzeugtypen Arado SSD I und der amerikanischen Vought V 85G, von der die Lufthansa vier Flugzeuge erworben hatte.
Entwürfe wurden von den Arado-Flugzeugwerken, Focke-Wulf, den Dornier-Werken sowie der Gothaer Waggonfabrik vorgelegt. Die beiden Letzteren schieden aus. Damit ging der Entwicklungsauftrag an Arado und Focke-Wulf, die getrennt voneinander der Ausschreibung entsprechende Maschinen konstruierten. Focke-Wulf entwickelte unter Oberingenieur Erich Arbeitlang die Fw 62 in konservativer Auslegung als Doppeldecker, Arado hingegen unter seinem Chefkonstrukteur und Leiter des Konstruktionsbüros Diplom-Ingenieur Walter Blume die Ar 196 als Tiefdecker. Am 12. August 1936 legte Arado die Baubeschreibung des Flugzeugmusters vor, noch im selben Monat wurde mit der Konstruktion begonnen und am 2. September 1936 konnte bereits eine Attrappe der Ar 196 besichtigt werden. Am 1. Juni 1937 hob der erste Prototyp der Ar 196 ab, während die Fw 62 erst am 23. Oktober 1937 flog.
Obwohl die Fw 62 während der folgenden Vergleichs- und Testflüge bessere See- und Flugeigenschaften aufwies, konnte die Ar 196 durch ihre einfachere Bauweise, leichtere Handhabung, eine höhere Zuladung sowie durch ihre Robustheit überzeugen. Die Bestellung von zehn Vorserienmodellen A-0 durch das RLM erfolgte mit der Begründung, dass die Ar 196 nicht nur schneller als die Fw 62 sei, sondern auch wegen ihrer modernen Eindeckerbauweise und der daraus resultierenden leichteren Fertigung zu bevorzugen sei. Nach der kleinen A-0-Vorserie lief die Produktion der A-1-Serie im Oktober 1938 an. Die mit der Ar 196 gewonnenen Erfahrungen flossen 1939 in die Entwicklung des Schulflugzeuges Ar 199 ein. Im September 1940 wurde die Ar 196 wegen ihrer überzeugenden Eigenschaften als einziges Baumuster von Arado in die höchste Dringlichkeitsstufe („Sonderstufe“) des Flugzeug-Beschaffungsprogramms des RLM aufgenommen. Die Arado Ar 196 wurde während des Zweiten Weltkriegs das Standard-Katapult-Bordflugzeug der Großkampfschiffe und war das bedeutendste Schwimmerflugzeug Deutschlands. Sie war das letzte in Europa zu Kampfzwecken gebaute Wasserflugzeug.

## Flugzeugbeschreibung
Im Grundprinzip ist der Aufbau aller Bauvarianten der Ar 196 gleich. Es wird zwischen der Ar-196-A-, Ar-196-B- und der projektierten Ar-196-C-Serie unterschieden. Die Ar 196 ist eine Ganzmetallkonstruktion mit Platz für eine zweiköpfige Besatzung. Der Flugzeugführer wurde von der Luftwaffe gestellt, der Beobachter hingegen war in der Regel ein Angehöriger der Kriegsmarine und agierte zugleich als Navigator und Bordschütze.

### Rumpf

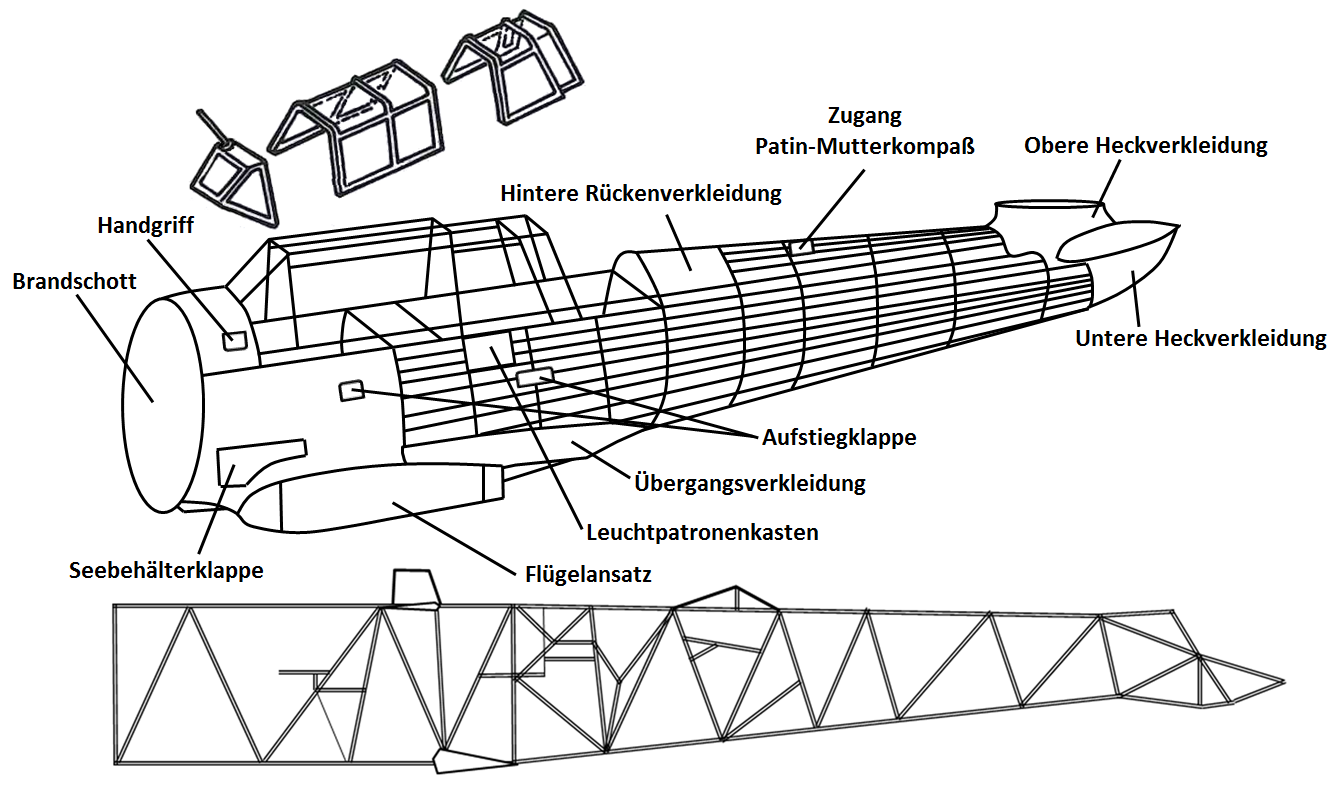
Grafische Vektoransicht des Rumpfgerüstes mit Kanzelabdeckung (oben), Querschnittrumpf (Mitte) und 2-D-Rumpfaufbau (unten) der Arado Ar 196

Das Rumpfgerüst der Maschine bestand aus einem geschweißten Stahlrohrgerüst mit trapezförmigem Querschnitt. Durch Rohrbögen, Längsleisten und Metallspanten erhielt der Rumpf seinen ovalen Querschnitt. Die Rumpfverkleidung bestand bis zur Höhe der Pilotenkanzel aus einer tragenden Metallverkleidung aus der Aluminiumlegierung Hydronalium und dahinter aus einer Stoffbespannung. Die Rumpfeinrichtung bestand aus Führer- und Beobachterraum sowie einem Seeausrüstungsbehälter und verschiedenen Wartungsklappen. Der Beobachter konnte seine Sitzposition in Bezug auf seine Blickrichtung (bugwärts, heckwärts) verändern und zu diesem Zweck seine Sitzbank seitwärts verschieben. In der Maschine befanden sich ein Kabinenfeuerlöscher, ein Sanitätspack sowie eine Leuchtpistole. Darüber hinaus waren ein Handblinkgerät und Leuchtbomben vorhanden. Der Pilot war mit einem Sitzfallschirm, der Beobachter mit einem Rückenfallschirm ausgerüstet.
Die Frontscheibe bestand aus Sicherheitsglas und war um 50° geneigt. Zusammen mit den zwei Seitenscheiben bildete sie einen feststehenden Windschutz für den Piloten. Dieser konnte den beweglichen Teil der Kabinenhaube nach hinten schieben. Die sich über dem Beobachter befindende Plexiglashaube konnte im Notfall durch den Piloten mittels eines Betätigungshebels abgeworfen werden und war hinten offen. In der Funktion als Bordschütze konnte der Beobachter das nach hinten gerichtete Maschinengewehr bedienen.

### Schwimmer

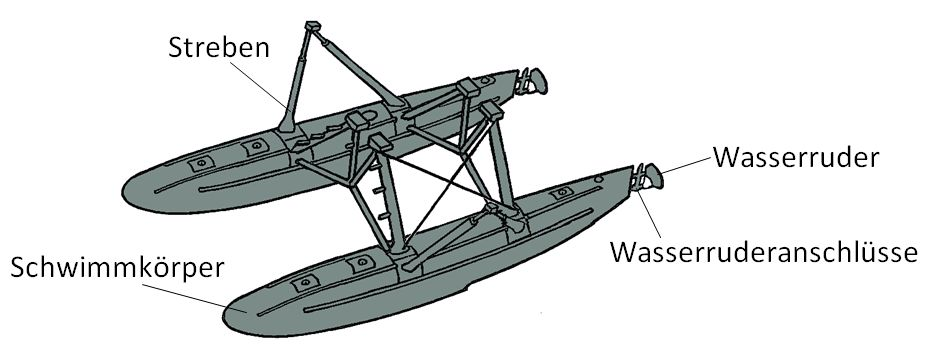
Vereinfachte grafische Seitenprofildarstellung der Zwillingsschwimmer in der RLM-Farbe 65

Die Doppelschwimmer, Zwillingsschwimmer genannt, wurden aus Hydronalium gefertigt. Sie hatten eine gekielte Bodenform mit rundem Deck. Ein einzelner Schwimmer war in sieben wasserdichte Kammern unterteilt und hatte ein Volumen von 2750 Litern. Die Schwimmer waren untereinander austauschbar und mit Wasserrudern versehen. In jedem Schwimmer befanden sich ein 300-Liter-Kraftstofftank, ein Nebelgerät und Notmunitions- und Notproviantbehälter. Diese Einbauten waren durch Handlochdeckel zugänglich. Das Schwimmergestell bildete das Verbindungsstück zwischen Schwimmereinheit, Tragfläche und Maschinenrumpf. Es war kreuzweise mit Profildrähten verspannt.
Bei der B-Serie kam ein Mittelschwimmer mit Wasserruder und zwei kleineren seitlichen Stützschwimmern unter den Tragflächen zum Einsatz. Der Rauminhalt betrug 4.535 Liter und war in acht Querschnitte unterteilt. Der darin eingelassene Treibstofftank fasste 600 Liter. Daneben verfügte auch dieser Schwimmer über Behälter für Notmunition, Notproviant und ein Nebelgerät. Befestigt wurde der Mittelschwimmer am Rumpf der Maschine durch vier Streben und Drahtkreuzungen. Die bei einem Flugzeug mit Mittelschwimmer unerlässlichen Stützschwimmer waren ebenfalls aus Hydronalium gefertigt, geschweißt und vernietet, oben halbrund und unten gekielt. Sie besaßen keine Ruder. Befestigt waren sie mit Profilstreben und Profildrähten an den Unterseiten der Tragflächen.

### Leitwerk

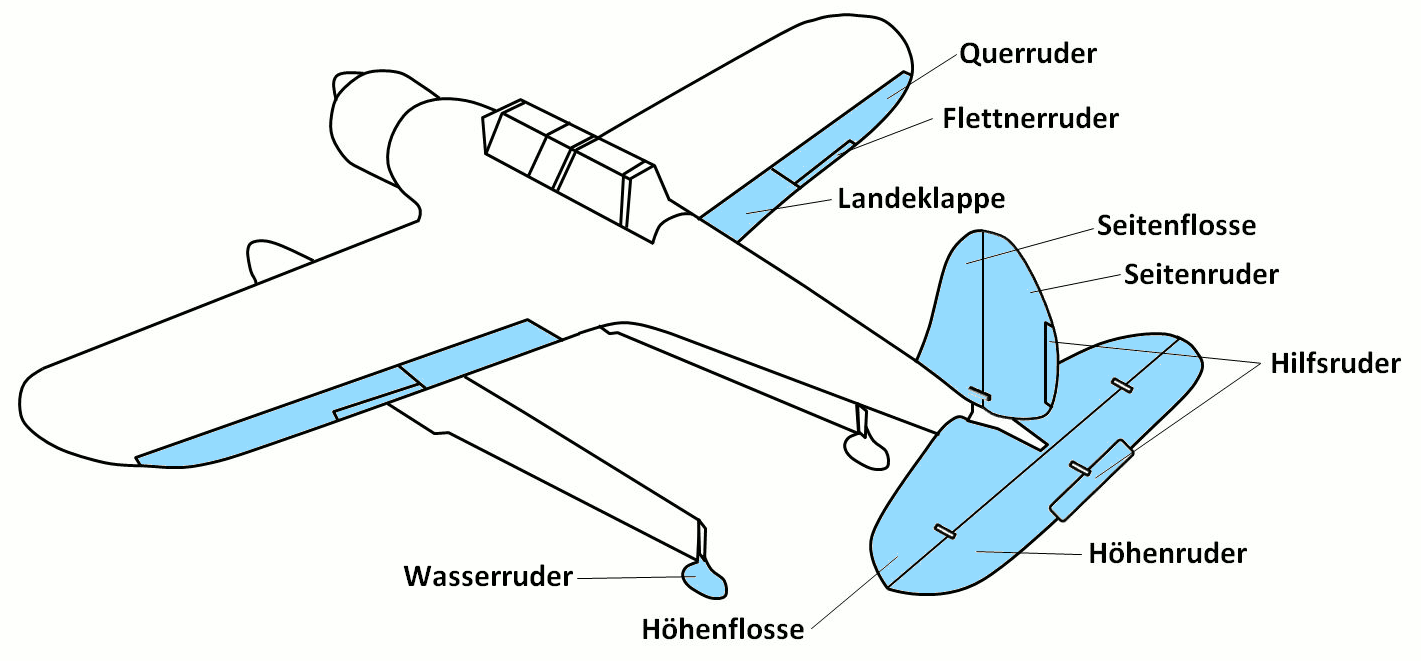
Grafische Darstellung der Ruder- und Flossenanordnung der Ar 196

Das Höhenleitwerk der Ar 196 bestand aus Höhenflosse und Höhenruder. Die freitragende Höhenflosse war in Ganzmetallbauweise gefertigt und wurde mittels zweier vorderer und eines hinteren Kugellagerauges auf dem Rumpf befestigt. Die beiden vorderen Lager dienten der Flossenverstellung am Boden. Das einteilige Höhenruder war stoffbespannt, der Gewichtsausgleich erfolgte durch zwei Gewichte in der Rudernase.
Das Seitenleitwerk der Maschine bestand aus Seitenflosse und Seitenruder. Die Flosse war ebenfalls in freitragender Ganzmetallbauweise gefertigt. Das Ruder war stoffbespannt, hatte einen Gewichtsausgleich und war durch zwei Anschlussstutzen mit der Seitenflosse verbunden. Ebenfalls stoffbespannt waren die Querruder in Leichtmetallgerüstbauweise, die an zwei Punkten rechts und links an den äußeren Tragflächenenden befestigt waren. Die Landeklappen waren ebenfalls aus einem Leichtmetallgerüst gefertigt und an der Oberseite mit Stoff, an der Unterseite mit Metall beplankt. Alle Leitwerksinnenteile konnten durch entsprechende Öffnungen mittels Warmluft getrocknet werden.

### Steuerung
Die Bedienung aller Steuerelemente erfolgte über Schubstangen, Hebel und Seilzüge. Die Steuerung um die Längs- und Querachse erfolgte durch ein Steuerhorn an einer Steuersäule. Die Höhenrudertrimmung erfolgte mit einem Hebel links im Führerraum, die Steuerung um die Hochachse mit Pedalen, die das Seitenruder ansteuerten. Die Seitenrudertrimmung war zum Drehmomentausgleich mit dem Gashebel gekoppelt. Höhen-, Seiten- und Querruder konnten mit einem Hebel gemeinsam blockiert werden. Die Betätigung der Landeklappen erfolgte hydraulisch. Die Wasserrudersteuerung war im Führerraum neben der Steuersäule angeordnet und besaß fünf rastbare Stellungen.

### Tragflächen

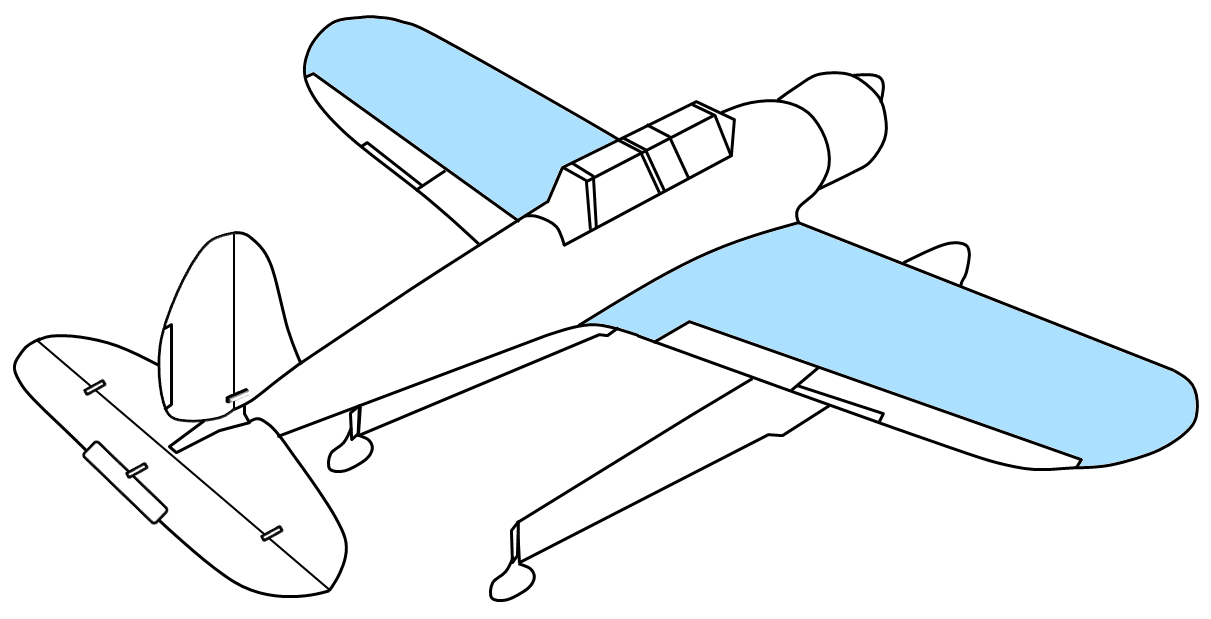
Grafische Darstellung der Tragflächenanordnung der Ar 196

Die tragende Struktur der trapezförmigen Tragflächen bestand aus zwei Holmen und 32 Rippen. Die abgerundeten Randkappen waren austauschbar. In der Flügelwurzel befanden sich vorn ein Gelenk und hinten ein Befestigungsbolzen, dadurch konnten die Flächen gegen die Rumpfseiten zum Rumpfende hin angeklappt und dort fixiert werden. An der Unterseite
der Tragflächen befanden sich die Strebenanschlüsse für die Schwimmer und Wartungsklappen für den Zugang an die eingebaute Bewaffnung und die Innenseiten der Flächen.

### Triebwerk und Kühlung

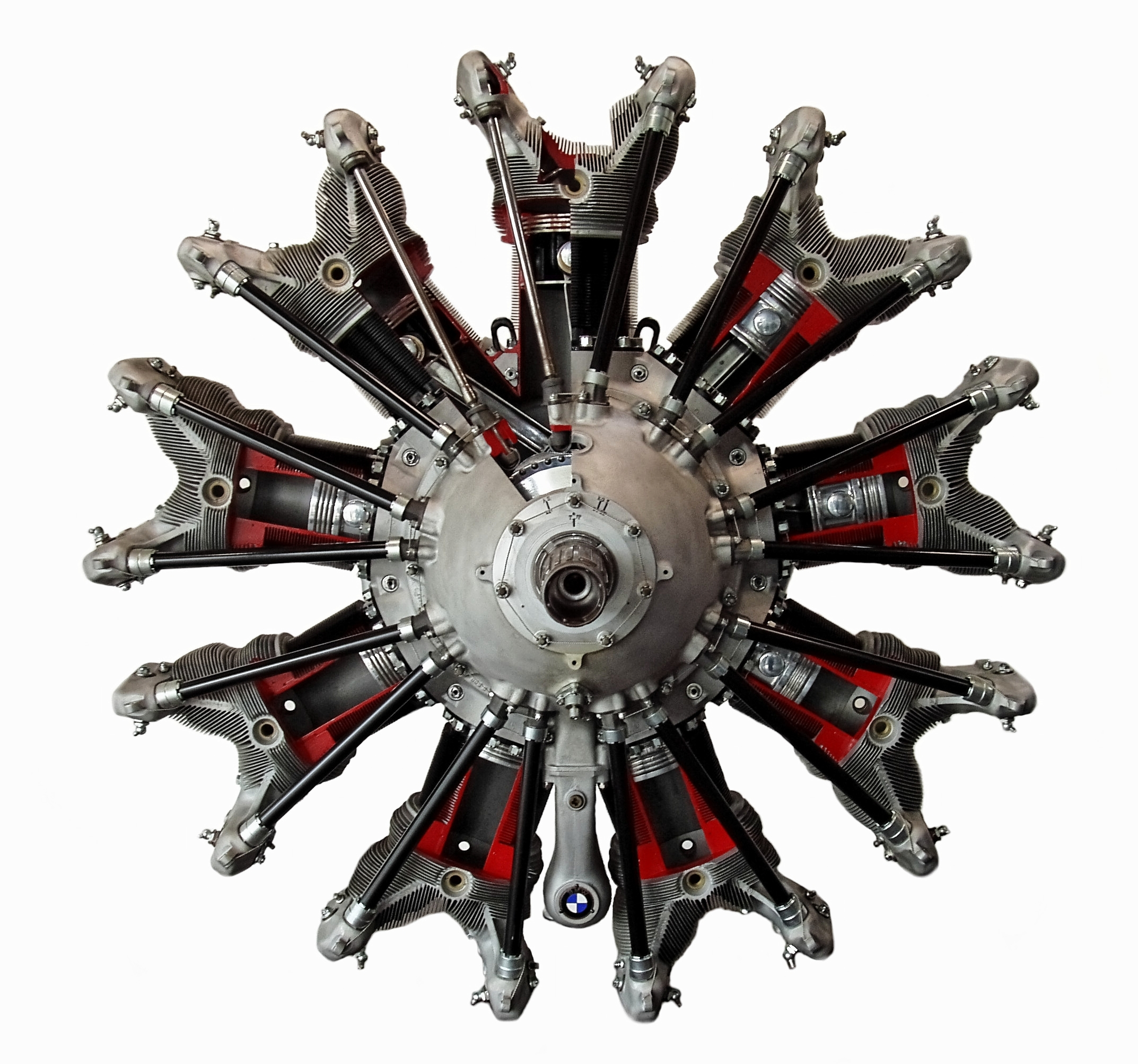
Schnittmodell Sternmotor BMW 132

Das Einheitstriebwerk war der luftgekühlte Sternmotor BMW 132K mit Kraftstoffeinspritzung und 960 PS Leistung. Zur Verbesserung der Kühlung dienten Leitbleche und bewegliche Spreizklappen. Der Motor besaß einen mechanischen Einganglader, der mit siebenfacher Motordrehzahl laufen konnte. Der Motor war mit neun Punkten an einer stahlgeschweißten Stahlrohrkonstruktion befestigt, die ein Triebwerksgerüst bildete, das wiederum mit vier Kugelverschraubungen mit dem Rumpf verbunden war. Die Verkleidung des Motors bestand aus zwei geteilten Seitenklappen, einem Bauchblech und einem oberen und unteren Verkleidungsblech. Die Haube hatte stromlinienförmige Ausbuchtungen für die Ventilhebel und Klappen für die Motorwartung. Ab der B-Serie war auf der rechten Seite zusätzlich eine Aussparung für ein Maschinengewehr. Rumpf und Motorraum waren durch ein feuerfestes Dural-Asbest-Dural-Brandschott getrennt. Die Motorbedienung erfolgte mittels Gashebel, Brandhahn und Spreizklappenhebel über Stoßstangen und Umlenkhebel. Vom Flugzeugführer aus wurde der Motor durch einen elektrischen Schwungkraftanlasser (Bosch AL/SGC 24 L2) gestartet. Am Endlager des Anlassergetriebes befand sich eine Handantriebsachse, durch die mit einer Kurbel der Schwungkraftanlasser per Handkraft gestartet werden konnte.
Die bei den ersten V-Modellen verwendete hölzerne Zweiblatt-Luftschraube wurde beim fünften Prototyp bereits durch eine verstellbare Dreiblatt-Holzluftschraube ersetzt. Die Luftschraube hatte einen Durchmesser von 310 cm und wurde mit acht Bolzen an der Motorwelle befestigt. Der Schmierstoffbehälter aus Blech hatte einen Inhalt von 27,50 Litern und befand sich vor dem Brandschott. Zur Kühlung des Schmiermittels war darunter ein Ölkühler angebracht. Die beim Lauf der Maschine produzierten Abgase wurden mit zwei getrennten Sammlern aufgenommen und durch Düsen nach unten ins Freie geleitet.

### Cockpitanzeige/Elektrik
Die Cockpitanzeigen, Schalter und Bedienelemente für den Flugzeugführer waren an einer Hauptgerätetafel und einer darunter leicht schräg montierten Hilfsgerätetafel im Führerraum angebracht. Die Tafeln waren aus Metall gefertigt und federnd am Windschutzhaubenbügel sowie einer Strebe direkt vor dem Piloten, beziehungsweise an den seitlichen Rumpfwänden befestigt. Eine weitere Gerätetafel gab es für den Beobachter. Diese war am rechten Rohrbogen des Rumpfes befestigt und enthielt eine im Vergleich zur Hauptgerätetafel reduzierte Anzahl von Instrumenten, darunter ein Feinhöhenmesser und ein Auslöser für die Bomben. Das Flugzeug verfügte über eine Mutter-Tochterkompass-Anlage, wobei sich der Mutterkompass im Heck der Maschine befand und die Kompassinformation an Tochterkompasse in Cockpit und Beobachterraum weitergab. Das Bordstromnetz arbeitete mit einer Spannung von 24 Volt. Die Versorgung übernahmen ein Bosch-Generator mit 24 Volt/1200 Watt sowie eine Varta-Batterie mit 24 Volt/20 Ah. Der Antrieb des Generators erfolgte über den Motor. In der rechten Bordwand der Maschine war eine Steckdose für die externe Stromversorgung. Die Beleuchtung umfasste Buglicht, Kennlichter und Gerätetafelbeleuchtung.
Die hier gezeigte Hauptgerätetafel entspricht den Baureihen Arado Ar 196 A-0 und A-1. Neben dem Tochterkompass ist Platz für den Revi-C12/D-Träger und die Revisteckdose, aber mangels Waffeneinbau sind beide noch nicht montiert.

### Bewaffnung
Ab der Baureihe A-2 verfügte die Ar 196 über zwei MG-FF-Maschinenkanonen des Kalibers 20 mm, die in den Tragflächen der Maschine eingebaut waren. Pro Waffe konnten 60 Schuss Munitionsvorrat in einem Trommelmagazin mitgeführt werden. Meist wurden die Trommeln nur mit 50 Schuss aufgefüllt. Später sollen sie nur in wenigen Einzelfällen durch MG 131 oder MG 151/20 ersetzt worden sein. In der rechten Rumpfseite wurde ein MG 17 im Kaliber 7,9 mm integriert, das mit dem Motor synchronisiert war und durch den Luftschraubenkreis feuerte. Der Beobachter verfügte zunächst über ein MG 15 auf einer Schwenkarmlafette („SAL“), später wurde es durch ein MG 81 Z (Z = Zwillingsanordnung, d. h. zwei baugleiche Maschinengewehre Mauser MG 81 auf einem Abzugsträger) ersetzt. Für das zuerst verwendete MG 15 standen dem Schützen sieben Magazine mit je 75 Schuss zur Verfügung. Die Bombenzuladung war aufgrund der verwendeten 50-kg-ETC unter den Tragflächen auf jeweils 50 kg je Tragfläche begrenzt.

## Prototypen

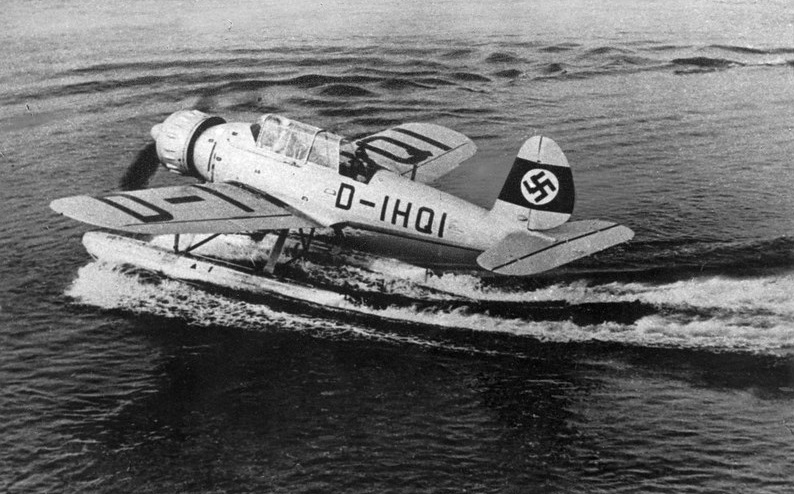
Arado Ar 196 V2

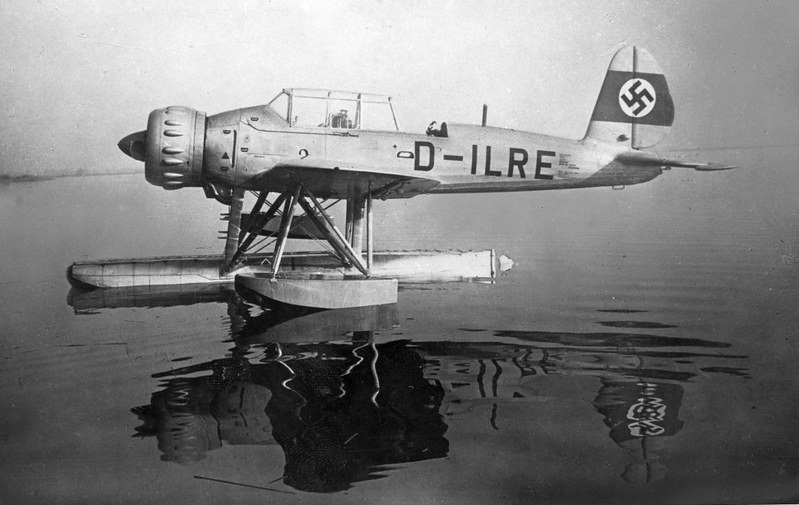
Arado Ar 196 V3

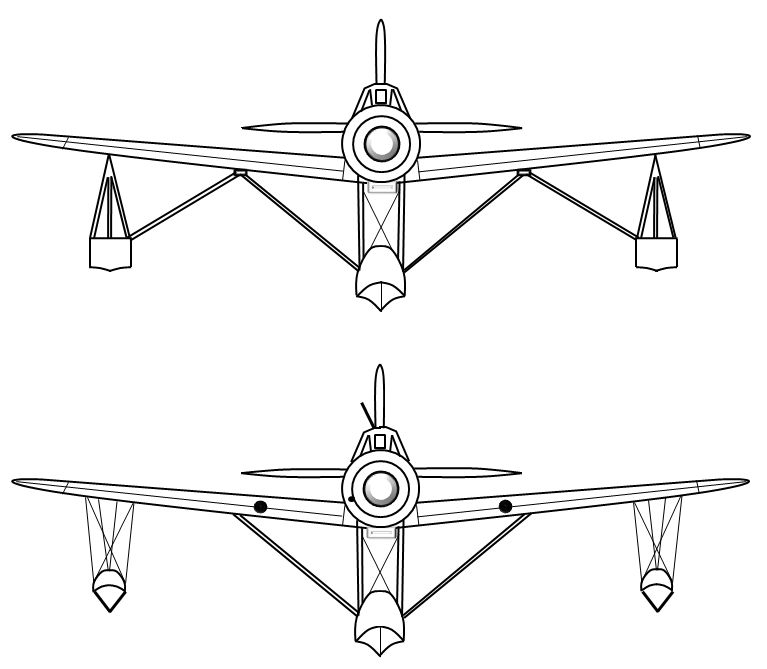
Frontalansicht der V3 (oben) und V4 (unten). Man beachte die abweichende Strebenführung der V-Muster. V4 mit Bug-MG und Tragflächenbewaffnung.

### V1
Die Ar 196 V1 (Kennzeichen D-IEHK) mit der Werknummer 2589 besaß Zwillingsschwimmer. Der Jungfernflug erfolgte am 1. Juni 1937 auf dem Plauer See in Brandenburg an der Havel. Als Triebwerk diente ein 880 PS leistender BMW-132D-Sternmotor, der eine Zweiblatt-Luftschraube bewegte. Diese Kombination blieb bei allen V-Modellen zunächst gleich. Das Seitenruder der V1 erhielt später einen Gewichtsausgleich. Am 16. Juli 1937 folgte die Vorführung des Prototyps in der Erprobungsstelle Travemünde, ab 10. September des gleichen Jahres folgte die Erprobung. Dabei wurde bei der V1 und V3 das Heck-MG auf einer Arado-Schwenkarmlafette getestet. Ab März 1938 befand sich die V1 in den Arado-Werken zu Umbauarbeiten für einen Rekordflug, sie erhielt eine flache und geschlossene Kabinenhaube, aerodynamische Verfeinerungen und den leistungsstärkeren BMW 132SA mit einer Dreiblattluftschraube. Dieser Rekordflug fand jedoch nicht statt, da er vom RLM aus Geheimhaltungsgründen untersagt wurde.

### V2
Die Ar 196 V2 (D-IHQI) mit der Werknummer 2590 war ein Waffenerprobungsträger und mit Zwillingsschwimmern bestückt. Der Erstflug erfolgte im September 1937. Zugleich diente die V2 als Ausgangsmuster für die A-Serie. Sie besaß zunächst eine Zweiblatt-, später eine Dreiblatt-Luftschraube. Zur Erprobung der Heck-MGs wurden bei der V2 und V4 die VL-12-Ikaria-Lafette getestet. V1 und V2 wurden Ar 196A genannt.

### V3
Um die Hochseetauglichkeit eines einzelnen gekielten Zentralschwimmers zu testen, wurden von Arado zwei weitere Prototypen gefertigt. Dazu verfügten die V3 und V4 zusätzlich über Stabilisierungsschwimmer unter ihren Tragflächen. Die Ar 196 V3 (D-ILRE) mit der Werknummer 2591 flog erstmals im September 1937. Ab Dezember wurden in der Erprobungsstelle Travemünde ihre Eigenschaften erhoben. Der erste erfolgreiche Katapultstart einer Ar 196 erfolgte am 19. Februar 1938. Ab Juni wurde die V3 ersten Einsatzversuchen auf dem Leichten Kreuzer Leipzig unterzogen.

### V4
Die Ar 196 V4 (D-OVMB) hatte die Werknummer 2592. Der Wechsel vom bisherigen Buchstaben I zum O stand für das gestiegene Fluggewicht. Die Maschine glich der V3 und war ein Waffenerprobungsträger für die Tragflächenbewaffnung (MG FF) mit vereinfachter Strebenausführung unter ihren Tragflächen. Die V4 markierte zugleich die Erweiterung des Flugzeugtyps von einem zunächst reinen Bordflugzeug zum bewaffneten Küstenaufklärer. Ab Februar 1938 erfolgten Versuche mit den beiden Waffenträgern V4 und V2 in der Lübecker Bucht, ab April 1938 dann bei der Erprobungsstelle Travemünde. Die V4 ging am 8. Dezember 1938 nach einer missglückten Landung durch einen Motorbrand verloren. An die Stelle der V4 trat die V5.

### V5
Die Ar 196 V5 (D-IPDB) mit der Werknummer 196.0090 war eine einzelne Maschine, die aus dem Serienbau entnommen und zum Prototyp umfunktioniert wurde. Zur Erhöhung der Reichweite des Flugzeuges wurde sie mit einer vergrößerten Tankanlage in den Schwimmern versehen. V3 und V4 sowie die spätere V5 wurden nicht, wie bislang oft angenommen, später als Ar 196 B bezeichnet. Vielmehr waren die V3–V5 Muster für eine B-Baureihe, die es dann aber nicht gab. Lediglich drei Ar 196 A-2 wurden zu Ar 196 B umgebaut, und zwar Ar 196 B-01 bis B-03.

### V6
Die V6 (Werknummer 196.0191) entstammte dem Serienbau; sie diente als Prototyp für die geplante C-Serie und wurde daher auch Ar 196C genannt. Ihr Erstflug erfolgte am 23. September 1941. Sie besaß größere Schwimmer und war schwerer bewaffnet. Ab 7. Oktober 1941 kam sie zur Erprobungsstelle Travemünde. Am 14. Juli 1942 wurde die geplante C-Serie gestrichen und im August erlitt die V6 Bruch. Nach einer anderen Publikation wurde die V6 noch für Werkerprobungen durch Arado genutzt.

## Vor- und Hauptbauserien
| Technische Spezifikationen Arado Ar 196 |                       | | | |
| Baumerkmal                              | Ar 196 V3             | Ar 196 A-2 | Ar 196 A-3 | Ar 196 A-5 |
| Besatzung                               | 1                     | 2 | 2 | 2 |
| Länge                                   | 9,20 m                | 10,96 m | 11,00 m | 11,00 m |
| Spannweite                              | 11,00 m               | 12,44 m | 12,40 m | 12,40 m |
| Breite mit geklappten Flügeln           | k. A.                 | 4,46 m | 4,46 m | k. A. |
| Höhe                                    | 3,60 m                | k. A. | 4,45 m | 4,45 m |
| Flügelfläche                            | 27,80 m²              | 28,50 m² | 28,40 m² | k. A. |
| Flügelstreckung                         | 4,4                   | 5,4 | 5,4 | |
| Leermasse                               | 1800 kg               | 2214 kg | 2990 kg | 2335 kg |
| Zuladung                                | 625 kg                | 936 kg | 740 kg | k. A. |
| Startmasse                              | 2425 kg               | 3150 kg | 3730 kg | k. A. |
| max. Startmasse                         | k. A.                 | 3250 kg | 3250 kg | 3303 kg |
| Marschgeschwindigkeit Bodennähe         | k. A.                 | 286 km/h | 255 km/h | k. A. |
| Höchstgeschwindigkeit in 2000 m         | k. A.                 | 320 km/h | 320 km/h | 320 km/h |
| Höchstgeschwindigkeit in 4000 m         | k. A.                 | k. A. | 310 km/h | k. A. |
| Landegeschwindigkeit                    | k. A.                 | 108 km/h | k. A. | k. A. |
| Steigzeit auf 1000 m                    | k. A.                 | 2,3 min | 2,3 min | k. A. |
| Steigzeit auf 2000 m                    | k. A.                 | 4,9 min | k. A. | k. A. |
| Steigzeit auf 3000 m                    | 8,5 min               | 7,5 min | k. A. | k. A. |
| Steigzeit auf 4000 m                    | 5,3 min               | k. A. | k. A. | k. A. |
| Dienstgipfelhöhe                        | 9200 m                | 5550 m | 7000 m | 7000 m |
| Reichweite                              | 695 km                | 1015 km | 1070 km | 1070 km |
| Triebwerk                               | 1 × BMW 132J (815 PS) | 1 × BMW 132K (960 PS)                                                                                                   | 1 × BMW 132K (960 PS)                                                                                                   | 1 × BMW 132K (960 PS)                                                                                                   |
| Treibstoffkapazität                     | k. A.                 | 2 × 300 Liter | 2 × 300 Liter | k. A. |
| Bewaffnung                              | keine                 | 2 × 20-mm-MG FF (Tragflächen) 1 × 7,92-mm-MG 17 (Nase) 1 × 7,92-mm-MG 15 (Heckstand) 2 × 50-kg-Bomben unter Tragflächen | 2 × 20-mm-MG FF (Tragflächen) 1 × 7,92-mm-MG 17 (Nase) 1 × 7,92-mm-MG 15 (Heckstand) 2 × 50-kg-Bomben unter Tragflächen | 2 × 20-mm-MG FF (Tragflächen) 1 × 7,92-mm-MG 17 (Nase) 1 × 7,92-mm-MG 15 (Heckstand) 2 × 50-kg-Bomben unter Tragflächen |

### Ar 196 A-0 und B-0
Im November 1937 lagen die Arado-Konstruktionspläne der Null-Serie im Reichsluftfahrtministerium vor. Es beauftragte im Februar 1938 den Bau von zehn Vorserienmaschinen. Die Flugzeuge wurden alle vom Arado-Werk in Brandenburg an der Havel produziert. Die erste Maschine war am 18. Oktober 1938 fertiggestellt. Bis Ende 1938 folgten drei weitere und bis April 1939 konnte Arado die Bestellung komplettieren. Die A-0 unterschied sich nur unwesentlich von den beiden Prototypen V1 und V2. Sie besaßen zusätzlich eine Bombenaufhängung und in der hinteren Kanzel ein einzelnes Maschinengewehr vom Typ MG 15. Ferner wurden die Maschinen mit dem BMW-132K-Motor (960 PS) ausgerüstet, der zum Standardmotor aller nachfolgenden Serien wurde.
Die drei Maschinen der B-0-Serie mit den Werknummern 2519, 2520 und 2521 hatten einen einzelnen Zentralschwimmer mit Stabilisierungsschwimmern unter den Tragflächen. Ihre Ausstattung entsprach ansonsten der A-2. Die Truppenerprobung erfolgte von 1940 bis 1941. Die drei Maschinen flogen anschließend bei der Bordfliegerstaffel 1./196 in Wilhelmshaven.
Im Frühjahr 1939 wurden die Werknummern 2520 (Zentralschwimmer) und 2523 (Zwillingsschwimmer) der 10. Staffel des (See) Lehrgeschwaders 2 in Travemünde zu Flug- und Einsatzerprobungen übergeben.

### Ar 196 A-1
Die A-1-Serie war eine bordgestützte Variante. Ihrem Einsatzzweck folgend erhielten diese Maschinen eine Verstärkung ihrer Katapultspulen. Trägerschiffe waren Admiral Graf Spee, Admiral Scheer, Deutschland, Scharnhorst, Gneisenau, Prinz Eugen und Admiral Hipper. Die Auslieferung der ersten A-1-Serienmaschinen erfolgte ab Juni 1939 an die Bordfliegerstaffeln 1./196 und 5./196. Eine der ersten Maschinen wurde auf der Admiral Graf Spee stationiert. Die Bewaffnung bestand aus einem beweglichen MG 15 mit 525 Schuss und zwei 50-kg-Bomben. Es kam ein Telefunken Kurz- und Mittelwellenfunkgerät „FuG 5 aU“ zum Einsatz. Eine Untervariante stellte die A-1/U1 als Scheibenschlepper für die Schießausbildung der Schiffsflak dar. Abgelöst wurde die A-1-Bordflugzeugserie durch die verbesserte A-4.

### Ar 196 A-2
Die A-2-Serie war eine Aufklärerversion zur Küstenpatrouille an Ost- und Nordsee. Neben geringen aerodynamischen Verbesserungen gegenüber der A-1 erhielten diese Maschinen eine verstärkte Bewaffnung. Diese bestand aus zwei 20-mm-Maschinenkanonen in den Tragflächen und wie bei der V4 aus einem zusätzlichen 7,92-mm-MG 17 in der rechten Rumpfseite. Am 5. September 1938 wurden vom RLM 100 Maschinen dieses Typs bestellt. Diese Bestellung wurde im Mai 1939 auf 146 Stück erhöht. Ausgeliefert wurde dieser Bautyp ab November 1939. Die Produktion der Maschinen mit den Werknummern 0032 bis 0116 war bis Ende März 1941 abgeschlossen. Neben der Küstenpatrouille erfolgte der Einsatz dieses Typs zur Störung des Handelsschiffverkehrs und als Abfangflugzeug im offenen Seeraum.

### Ar 196 A-3

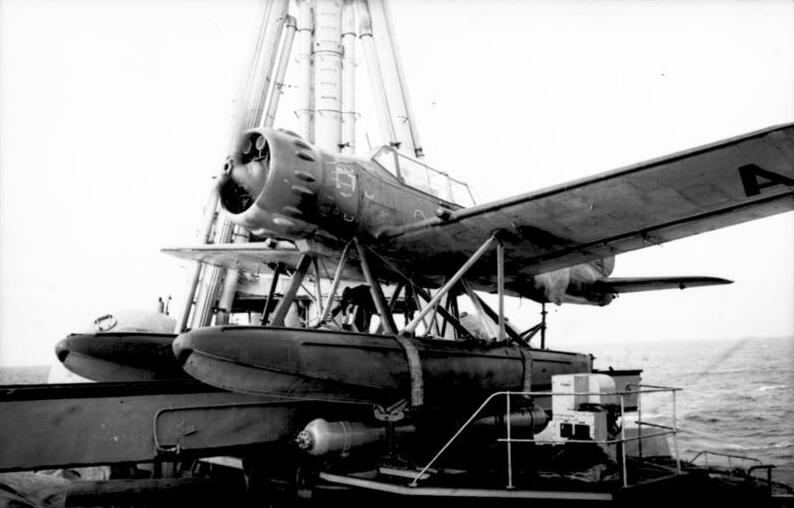
Eine Ar 196 an Bord der Admiral Hipper

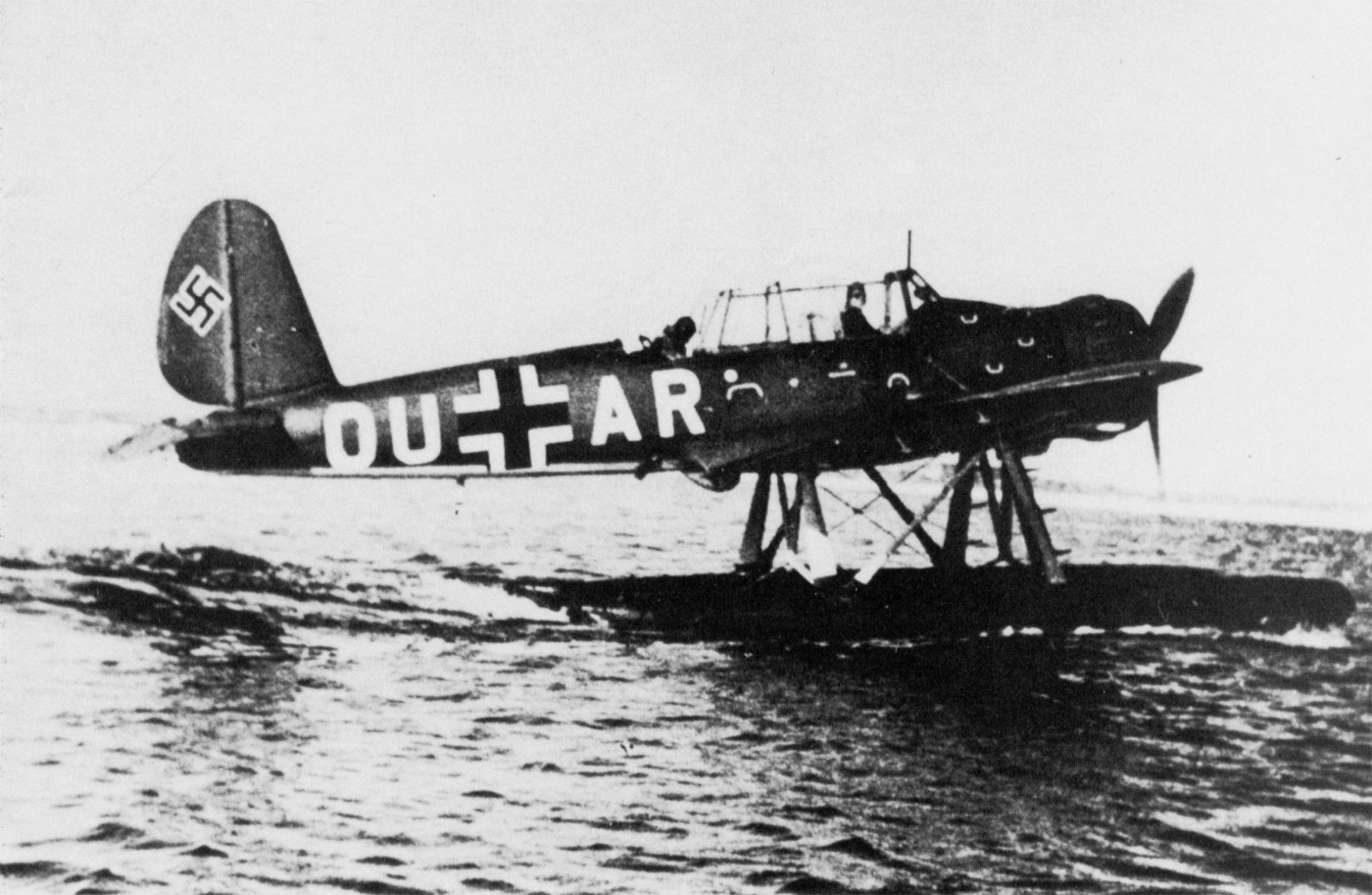
Eine gewasserte A-2-Version

Die A-3 war eine Weiterentwicklung der A-2 als Aufklärer und Hauptbauserie der Ar 196. Grundlegende Änderungen waren eine Verstärkung von Rumpf und Tragfläche und die Ausrüstung mit dem Funkgerät „FuG 10“, beziehungsweise der Funkpeilanlage „Peil G 4“. Daneben erhielt sie eine verstellbare Dreiblatt-Luftschraube. Der Bau dieses Typs erfolgte ab Dezember 1940 im Arado-Werk Warnemünde, wo 80 Maschinen (Werknummern 0132 bis 0211) produziert wurden. Ab 1942 wurde die A-3 auch bei SNCASO in Saint-Nazaire (Frankreich) produziert. Deren gelieferte Gesamtzahl wird mit 23 angegeben, welche bis März 1943 gebaut wurden. Eine Untervariante war die mit Eiskufen ausgerüstete A-3/U1.

### Ar 196 A-4
Die A-4-Serie wurde als Bordflugzeug konzipiert und war eine Weiterentwicklung der A-1, die sie nach und nach auf den Trägerschiffen ersetzen sollte. Um den wechselhaften Wetterbedingungen auf See besser trotzen zu können, wurde die A-4 robuster gefertigt. Die Maschinen dieses Typs besaßen eine VDM-Luftschraube aus Metall mit Nabenverkleidung und das FuG 16 Z als Standardfunkgerät, wie es auch bei Jagdflugzeugen zum Einsatz kam. Ferner wurde die Treibstoffkapazität von 600 auf 800 Liter (400 Liter je Schwimmer) erhöht, um eine größere Reichweite zu erzielen. Die 15 Maschinen mit den Werknummern 0117 bis 0131 wurden vom Arado-Werk in Warnemünde gefertigt. Jeweils vier A-4-Maschinen wurden auf den Schlachtschiffen Bismarck und Tirpitz eingesetzt. Eine Untervariante war die A-4/U 1 mit Scheibenschleppanlage.

### Ar 196 A-5
Die A-5 war die letzte Serienversion der Ar-196-A-Serie. Die Produktion erfolgte von Ende 1941 bis August 1944. Sie erhielt jedoch im Gegensatz zu den Vorgängertypen ein 7,92-mm-Zwillings-MG (MG 81Z) im Heckstand und eine nochmals erweiterte Funkausrüstung. Wurde zunächst noch das Funkgerät „FuG 25a“ eingebaut, folgten später das „FuG 124“ und zuletzt das „FuG 16z“. Daneben erfolgten geringfügige Änderungen in der Bordinstrumentierung und die Möglichkeit zum Bomben-Reihenabwurf („Abwurfschaltkasten ASK-RZ“). Im März 1944 lief die Produktion der A-5 im Arado-Werk Warnemünde aus. Die bei den Fokker-Flugzeugwerken in Amsterdam (Niederlande) hergestellten A-5 liefen noch bis August 1944 vom Band. Insgesamt stellte Fokker 69 Maschinen der A-5 her.

### Ar 196 C
Die C-Serie war eine projektierte Version. Ausgangsmodell war die V6. Die Maschinen sollten bei verbesserter Ausstattung eine aerodynamische Verfeinerung erhalten sowie ein MG 151. Durch die angedachten Modifikationen stieg das rechnerische Fluggewicht. Aus diesem Grund sollte die C-Serie größere Doppelschwimmer erhalten. Die dafür notwendigen Untersuchungen wurden vom Seeinstitut der Deutschen Versuchsanstalt für Luftfahrt in Hamburg durchgeführt. Einziger Prototyp der C-Serie war eine einzelne Maschine der A-5-Serie. Nach ihrer Erprobung im Oktober 1941 wurde die geplante C-Serie gestrichen.

### Arado E.380
Das Projekt Arado E.380 bezeichnet eine 1942 in Auftrag gegebene Studie zur Untersuchung einer weiteren Bordflugzeugversion der Ar 196 C. Die vorgesehenen Maschinen sollten erneut eine noch bessere Panzerung sowie eine nochmals verstärkte Bewaffnung erhalten. Mit einem Argus-As-411-Triebwerk sollten die Maschinen rechnerische Spitzengeschwindigkeiten um 383 km/h erzielen können. Ein Verwirklichung des Projekts erfolgte aufgrund des Kriegsverlaufes nicht.

## Produktion
| Bauzahlen Ar 196 (nach Koos 2007) |                              |       |       |          |          |         |                                       |                                 |
| Bauserie | W.Nr.                        | ArB 1 | ArW 2 | SNCASO 3 | Fokker 4 | Summe   | Bauzeit                               | Bemerkungen                     |
| V1-V4 | 2589–2592                    | 4     |       |          |          | 4       | 1937                                  |                                 |
| A-0/B-0 | 2519–2524                    | 3/3   |       |          |          | 6       | 1938–1939                             | A-0 (2522–2524) B-0 (2519–2521) |
| A-1 | k. A.                        |       | 20    |          |          | 20      | ab April 1939 bis Ende März 1941      |                                 |
| A-2 | 0032–0116                    |       | 85    |          |          | 85      | ab April 1939 bis Ende März 1941      | W.Nr. 0090 wurde V5             |
| A-4 | 0117–0131                    |       | 15    |          |          | 15      | ab April 1939 bis Ende März 1941      |                                 |
| A-3 | ArW: 0132–0211 SNCA: 1001ff. |       | 80    | 21–23    |          | 101–103 | ArW: ab Dezember 1940 SNCASO: 1942/43 | W.Nr. 0191 wurde V6             |
| A-5 | ArW: k. A. Fokker: 623xxx    |       | 228 5 |          | 69       | 297     | ArW: bis März 1944 Fokker: k. A.      |                                 |
| Gesamt |                              | 10    | 428   | 21–23    | 69       | 528–530 |                                       |                                 |
| 1 Arado-Werk in Brandenburg an der Havel 2 Arado-Werk in Warnemünde 3 Société Nationale de Constructions Aéronautiques du Sud-Ouest in Saint-Nazaire (FR) 4 Fokker-Flugzeugwerke in Amsterdam (NL) 5 Anzahl der produzierten A-5 ist nicht explizit angegeben, ergibt sich aber aus der angegebenen Gesamtzahl von 428 in Warnemünde produzierten Ar 196 abzüglich der Angaben zu den Serien A-1 bis A-4 |                              |       |       |          |          |         |                                       |                                 |

Nach der Entwicklung und Konstruktion sowie dem Bau der Versuchsmuster und der Null-Serie im Arado-Werk in Brandenburg an der Havel begann ab Mitte 1938 die Produktion der Serienmaschinen (ab A-1) in Rostock-Warnemünde. Nach einer Umstrukturierung der Arado Flugzeugwerke im Jahr 1936 war das ehemalige Stammwerk in Warnemünde für die Produktion sämtlicher Seeflugzeuge zuständig. Zulieferbetrieb war ab Mitte 1937 unter anderem das Arado-Werk in Anklam (Bombenträger, Schwimmer und Tragflächen). Zwischen 1939 und 1944 wurde die Ar 196 mit circa 400 Maschinen hauptsächlich in Warnemünde produziert. Das Bordflugzeug Ar 196 und das Schulflugzeug Ar 96 waren ab 1940 die einzigen Arado-Flugzeuge, die in Großserie gefertigt wurden, wobei der Anteil von Nachbauten anderer Hersteller 80 Prozent der Fertigung bei Arado ausmachte. Ab Mai 1942 wurde Warnemünde von den Alliierten bombardiert, daraufhin wurde die Produktion zunehmend auf andere Werke verlagert. Zwischen 1942 und 1943 wurden 21 bis 23 Ar 196 vom französischen Flugzeugwerk SNCASO in Saint-Nazaire gefertigt, die Fokker Flugzeugwerke in Amsterdam bauten zwischen 1943 und 1944 weitere 69 Maschinen. Die Produktion in Warnemünde wurde ab Herbst 1943 stärker auf Werke im sogenannten Industriering F6 verteilt. So wurden im Arado-Werk in Anklam Tragflächen, Querruder und Landeklappen der Ar 196 hergestellt, in Werken in Le Mans und Paris in Frankreich Tragflügel und Schwimmer sowie bei Walther-Bachmann-Flugzeugbau in Ribnitz Schwimmer und Triebwerkshauben und in der Neptun Werft in Rostock Rümpfe der Ar 196.
Die Gesamtzahl der gefertigten Maschinen der Ar 196 wird auf circa 530 geschätzt, wobei die Angaben zur Gesamtzahl sowie die Zahlen zu den einzelnen Serien in der Literatur schwanken. Übereinstimmend wird davon ausgegangen, dass von der A-3 und A-5 Serie die meisten Maschinen gefertigt wurden. An der Produktion der Ar 196 waren Zwangsarbeiter und Kriegsgefangene beteiligt. So betrug der Anteil an ausländischen Arbeitskräften bei Arado 1941 circa 15 % und stieg bis Ende 1942 auf über 50 %. Im Zweigwerk Anklam arbeiten 1943 zum Beispiel 500 holländische, belgische und polnische Zwangsarbeiter sowie belgische und französische Kriegsgefangene. 1942 beschäftigte die Neptun-Werft neben Fremdarbeitern 189 sowjetische Kriegsgefangene. 1943 erhöhte sich die Zahl der Zwangsarbeiter und Kriegsgefangenen der Werft auf 1312. Unter anderem wurden im Januar 1945 ukrainische Arbeiter zum Arbeitseinsatz im Luftschutz für die Neptun Werft und die Arado-Werke herangezogen und sowjetische Kriegsgefangene bauten Holzhäuser in der Siedlung der Warnemünder Arado-Werke.

## Einsätze

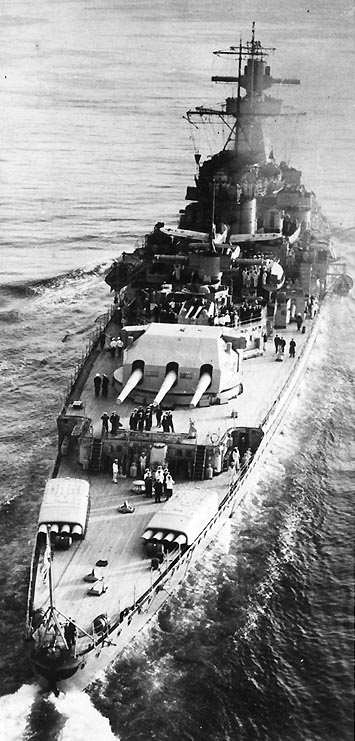
Eine Ar 196 A-1 an Bord der Graf Spee, April 1939

Mit Beginn des Zweiten Weltkrieges am 1. September 1939 flogen acht Ar 196 bei der 1. Bordfliegerstaffel 196 in Wilhelmshaven. Ende 1939 wurde auch die 5. Staffel in Kiel-Holtenau mit diesem Flugzeugtyp ausgerüstet. Beim Unternehmen Weserübung sicherte diese Staffel die deutschen Truppentransporter im Skagerrak. Später flogen diese Maschinen Angriffe auf die norwegischen Küstenverteidigungen bei Trondheim und Kristiansand. Insgesamt gingen dabei vier Ar 196 verloren, zwei infolge des Unterganges der Blücher am 9. April 1940 und eine Maschine der Hipper wegen einer Notlandung am 8. April, bei der die Maschine von norwegischen Truppen erbeutet wurde. Die Maschine wurde von norwegischen Piloten im Mai 1940 nach England geflogen. Dort ging die Maschine später infolge Bruchlandung verloren. Nach der Weserübung erweiterte sich der Einsatzbereich der Ar 196 auf die dänische und norwegische Küste. Bemerkenswert ist der Einsatz zweier A-2 der 1. Staffel der Küstenfliegergruppe 706 am 5. Mai 1940. Nach dem Luftangriff auf das durch eine Mine beschädigte tauch- und manövrierunfähige britische U-Boot Seal ergab sich der U-Boot-Kommandant den Flugzeugbesatzungen, das U-Boot geriet darauf in deutsche Hand. Nach dem Westfeldzug flogen die Ar 196 an der Atlantikküste als U-Boot-Aufklärer und U-Boot-Jäger.
1940 folgte die Ausrüstung weiterer Staffeln. Bis zum Ende des Jahres waren 32 Ar 196 durch Feindeinwirkung verloren gegangen. Angeblich wurde am 26. Mai 1941 im Verlauf des Unternehmens Rheinübung vergeblich versucht, ein Flugboot des Typs Consolidated PBY der Royal Air Force vom Schlachtschiff Bismarck aus durch eine Ar 196 A-4 abzufangen. Nach dem Beginn des Deutsch-Sowjetischen Krieges flogen mehrere Seeaufklärergruppen mit diesem Flugzeug von der Nordatlantikküste über das Schwarze Meer bis zur Ägäis. Dort wurden sie ab 1944 auch gegen Widerstandskämpfer eingesetzt. Im Februar 1943 wurde eine einzelne Arado A-3 (SNCASO Werknummer 1006) in Schweden nach einer Notlandung beschlagnahmt. Das Flugzeug erhielt das schwedische Kennzeichen SE-AOU und wurde im Mai 1945 den Briten übergeben. Dort flog die Maschine bei der Royal Air Force zu Erprobungen und wurde 1946 an Schweden zurückgegeben. Auch in Fernost war die Ar 196 zu finden. So flogen zwei dieser Maschinen beim Fliegerkommando in Penang im japanisch besetzten Malaysia zum Schutz der dort stationierten deutschen U-Boote und weitere Maschinen an Bord der in diesem Gebiet operierenden deutschen Hilfskreuzer.
Am 1. Juni 1944 eskortierten vier Arado Ar 196 (4./SAGr 126 (Kreta)) einen Konvoi im Ägäischen Meer. Insgesamt wurden 4 Torpedobomber Bristol Beaufighter abgeschossen, die den Konvoi angriffen.
Im Südatlantik, Pazifik und Indischen Ozean flogen die Ar 196 ohne oder mit falschen Kennzeichen. Oft nur mit hellblauen Anstrich versehen, nahmen die Maschinen und ihre Besatzungen an der Kriegsführung gegen Handelsschiffe teil. Um die Positionsmeldungen durch Handelsschiffe zu unterbinden, entwickelten die dortigen Besatzungen für die Ar 196 ein abspulbares „Antennenreißgerät“. Das Gerät bestand aus einem scharfkantigen Stahlseil, bestehend aus drei dreikantigen miteinander verdrillten Stahldrähten, mit einem Endgewicht in der Art einer Schleppantenne. Die angreifende Maschine flog im Tiefflug über das Ziel, um das gespannte Antennenkabel des Handelsschiffes zu erfassen und zu durchtrennen. Anschließend wurde das Schiff – auch durch den Einsatz der Bordwaffen – zum Stoppen aufgefordert und bis zum Eintreffen des herbeigerufenen Hilfskreuzers in Schach gehalten. Die beiden Ar 196 des Kampfgeschwaders 200 mit den Verbandskennzeichen A3+AC und A3+BC flogen Versorgungseinsätze von Agenten über karelisch-finnischen Gewässern.
Die Arado Ar 196 flog auch in den mit Deutschland verbündeten Staaten. In Rumänien erfolgte ihr Einsatz im 101. und 102. rumänischen Küstengeschwader (Escadrilia, Flotila de hidroaviatie) mit insgesamt 28 Flugzeugen. Drei Maschinen (GA+DO, A3+AC und A3+BC) flogen in Finnland. Bulgarien stellte dabei das einzige Exportland dieses Flugzeugtyps dar, die dort „Akula“ genannt wurden. Bulgarien hatte 1940 bei Arado zwölf Maschinen des Typs A-3 bestellt, die 1942/1943 geliefert wurden. Ihr Einsatz erfolgte bei der bulgarischen 161. Küstenstaffel von Tschaika bei Varna.
Auch die sowjetischen Seefliegerkräfte zeigten Interesse. Im Zuge des Erwerbs der Lützow (Tarnname „Kreuzer L“) kaufte die Sowjetunion vier Ar 196 (Werknummern 0152, 0153, 0154 und 0155) mit. Die Übergabe dieser Maschinen erfolgte am 27. Mai 1941 an einen sowjetischen Frachter in Warnemünde. Als der Ostfeldzug am 22. Juni 1941 begann, wurde der Frachter zur Prise erklärt, und die vier Flugzeuge kamen wieder in den Dienst der Luftwaffe. Bei Kriegsende flogen in den Reihen der Roten Armee etwa 37 erbeutete Ar 196. Ihre Einsätze sind bis 1949 dokumentiert. Auf dem Gelände der Bachmann-Werken in Ribnitz wurden nach kurz Kriegsende 25 erbeutete Ar 196 zusammengezogen und sowjetische Flugzeugführer von ehemaligen deutschen Bachmann-Einfliegern auf diesen Typ eingewiesen; diese überführten dann die Flugzeuge in Fünfergruppen in die Sowjetunion. Eine dieser Maschinen flog mit einem Austauschmotor vom Typ ASch-62 IR. Weitere zwei Maschinen gelangten im Zuge der Überführung des erbeuteten Schweren Kreuzers Prinz Eugen in die USA. Eine erbeutete Arado wurde nach dem Kriegsende nach Farnborough gebracht und war dort auf dem Royal Aircraft Establishment stationiert.

## Vergleichsübersicht
| Vergleichsübersicht artverwandter Flugzeuge |                                                                                       |                                                       |                                      |                                         |                                                               |
| Baumerkmal                                  | Ar 196 A-3                                                                            | Aichi E13A                                            | Supermarine Walrus                   | Vought OS2U „Kingfisher“                | Berijew Be-4                                                  |
| Aussehen                                    |                                                                                       |                                                       |                                      |                                         |                                                               |
| Entwurfsland                                | Deutsches Reich                                                                       | Japan                                                 | Vereinigtes Königreich               | Vereinigte Staaten                      | Sowjetunion                                                   |
| Typ                                         | Tiefdecker                                                                            | Tiefdecker                                            | Doppeldecker                         | Mitteldecker                            | Hochdecker                                                    |
| Besatzung                                   | 2                                                                                     | 3                                                     | 3                                    | 2                                       | 3                                                             |
| Triebwerk                                   | 1 × BMW 132K (960 PS)                                                                 | 1 × Mitsubishi Kinsei 43 (1080 PS)                    | 1 × Bristol Pegasus VI (775 PS)      | 1 × Pratt & Whitney R-985-AN-2 (443 PS) | 1 × Schwezow M-62 (≈1000 PS)                                  |
| Spannweite                                  | 14,45 m                                                                               | 14,50 m                                               | 13,96 m                              | 10,690 m                                | 12,00 m                                                       |
| Länge                                       | 10,960 m                                                                              | 11,30 m                                               | 11,46 m                              | 10,06 m                                 | 10,50 m                                                       |
| Leermasse                                   | 2990 kg                                                                               | 2642 kg                                               | 2220 kg                              | 1870 kg                                 | 2082 kg                                                       |
| max. Startmasse                             | 3730 kg                                                                               | 3640 kg                                               | 3250 kg                              | 2722 kg                                 | 3050 kg                                                       |
| Flügelfläche                                | 28,40 m²                                                                              | 36,0 m²                                               | 56,67 m²                             | 24,0 m²                                 | 25,5 m²                                                       |
| Höchstgeschwindigkeit                       | 310 km/h                                                                              | 376 km/h                                              | 216 km/h                             | 264 km/h                                | 362 km/h                                                      |
| Marschgeschwindigkeit                       | 267 km/h                                                                              | 222 km/h                                              | 152 km/h                             | 188 km/h                                | 280 km/h                                                      |
| Reichweite                                  | 1070 km                                                                               | 2100 km                                               | 960 km                               | 1860 km                                 | 960 km                                                        |
| Stückzahl                                   | ≈500                                                                                  | 1417                                                  | 740                                  | 1519                                    | 47                                                            |
| Bewaffnung                                  | 1 × MG 81 Z im Beobachterstand, 1 × MG 17, 2 × MG FF, 100 kg Bomben (2 × ETC 50 VIII) | 1 × 7,7-mm-MG im Beobachterstand bis zu 250 kg Bomben | 3 × 7,7-mm-Vickers-MG, 272 kg Bomben | 2 × 7,62-mm-MG, 295 kg Bomben           | 1 × Einzel- oder Zwillings-MG SchKAS 7,62 mm im Gefechtsstand |

## Erhaltene Flugzeuge

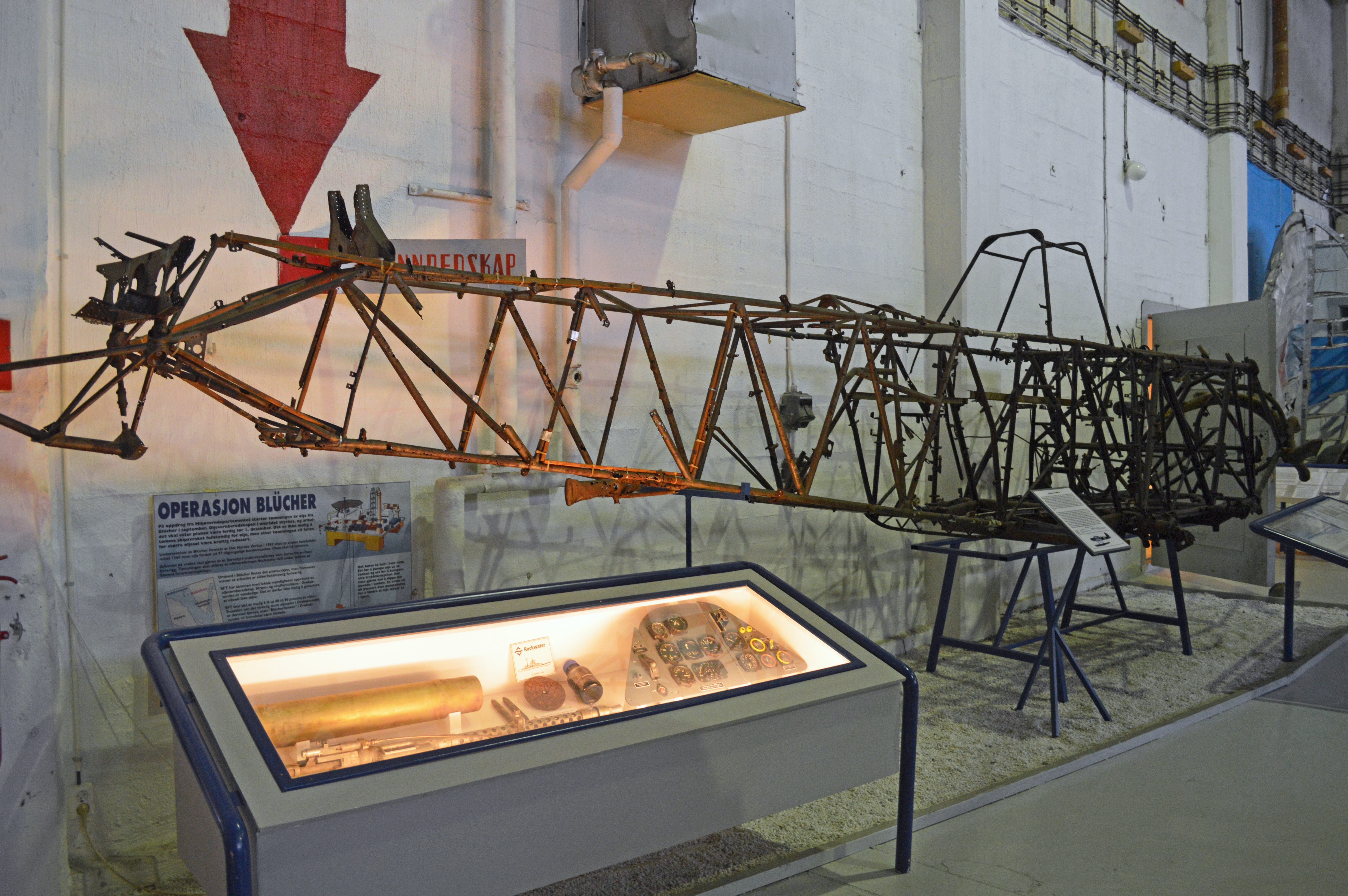
Rumpffachwerk eines der Bordflugzeuge des Kreuzers Blücher im Luftfahrtmuseum am Flughafen Stavanger, 2017

### Werknummer 196 0046 oder 196 0048
Anhand der KTBs und der Bestands- und Bewegungsmeldungen beim GQM führte der Kreuzer Blücher bei der Besetzung Norwegens zwei Arado Ar 196 A-2 mit den W. Nr. 196 0046 und 196 0048 mit. Bei der Versenkung des Kreuzers gingen beide Flugzeuge verloren. 1994 gelang die Bergung einer Maschine, von der mit 6W+?N nur Teile des letzten Verbandskennzeichens bekannt sind. Sie gehörte zur 5./196. Bei der Bergung aus 100 m Wassertiefe zerfielen die Tragflächen und der Motor BMW 132 K, der Stahlrohrrahmen der Zelle hingegen blieb erhalten. Nach der Konservierung der Reste durch das Flyhistoric Museum Sola wurden diese in das dortige Luftfahrtmuseum von Stavanger gebracht. Über die zweite Ar 196 A-2 an Bord ist bekannt, dass sie bei der Versenkung des Schiffes ausbrannte. Möglicherweise liegt die Restzelle noch immer auf dem Grund des Oslofjords.

### Werknummer 196 0055
Zur engen Geleitsicherung gegen britische U-Boote setzte die 5./196 am 30. Juli 1940 unter anderem eine Arado Ar 196 A-2, W. Nr. 196 0055 ein. Die als 6W+MN gekennzeichnete Maschine stürzte im Planquadrat 9113 beim Versuch einer Notwasserung in den Jonsvatnet, einem Stausee nahe Trondheim. Die Besatzung Lt. Burghardt Müller und Lt. Z. See Wolfgang Behrmann fiel. 2004/2005 entdeckte man das sehr gut erhaltene Wrack bei Wartungsarbeiten im Stausee. Weil der Stausee unter anderem der Trinkwasserversorgung dient, ist eine Bergung nicht geplant.

### Werknummer 196 0056
Die zur 5./196 gehörende Arado Ar 196 A-2, Werknummer 196 0056 (6W+IN) löste sich am 20. August 1940 in Narvik von ihrer Boje und ging im Sturm unter. Sie wurde zuletzt in 32 m Wassertiefe nachgewiesen, möglicherweise aber inzwischen gehoben und verschrottet.

### Werknummer 196 0064
Am 19. August 1940 zerschellte die Arado Ar 196 A-2, Werknummer 196 0064 (6W+NN) der 5./196 nahe dem See Midsundvatnet bei Trollhesten / Otroy an einem Berghang. Substanzielle Wrackteile liegen noch immer am Ufer des Sees.

### Werknummer 196 0185
Die Arado Ar 196 A-3 mit der Werknummer 196 0185 der 1. Staffel / Seeaufklärungsgruppe 126 (Kennzeichen D1+EH) liegt als von Tauchern inzwischen stark geplünderte Restzelle nebst Tragflächen aber ohne Schwimmer in einer Bucht der griechischen Kykladen-Insel Iraklia in elf Metern Tiefe.

### Werknummer 196 0219

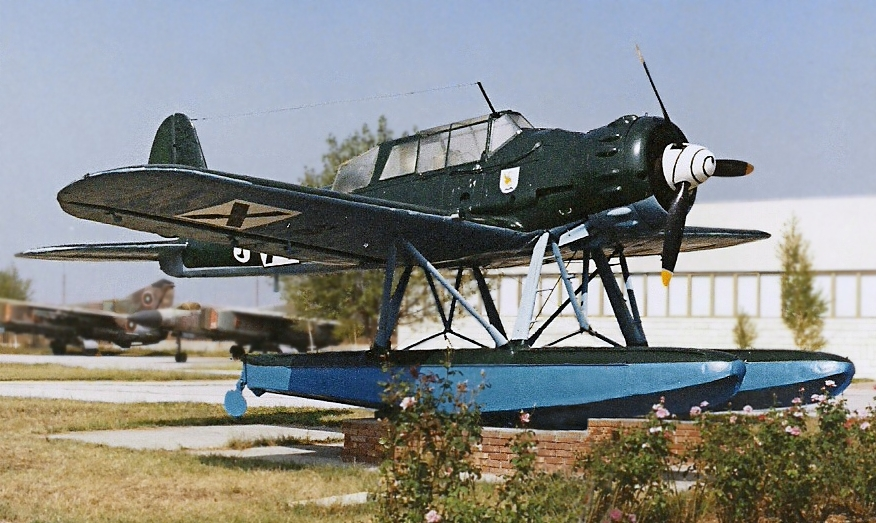
Im bulgarischen Luftfahrtmuseum in der Nähe des Flughafens Plowdiw ist eine erhalten gebliebene A-5 (ex A-3, Werknummer 0219) der bulgarischen Luftwaffe ausgestellt.

Diese A-3, die später zur A-5 umgerüstet wurde, gehörte zu einem Los von zwölf Ar 196, die 1940 von Bulgarien bestellt und zwischen 1942 und 1943 geliefert wurden. Sie wurde 1939 gebaut und ab 1943 mit dem taktischen Kennzeichen Weiße 3 bei der 161. Seefliegerstaffel in Warna für Patrouillenflüge über dem Schwarzen Meer eingesetzt. Nach Kriegsende diente sie als Minensuchflugzeug. Die Ausmusterung aus dem Militärdienst erfolgte 1953. Anschließend flog diese Maschine noch bis 1958 bei der bulgarischen Fischereiflotte und kam danach ins Marinemuseum in Warna auf die dortige Freistellfläche. 1984 sollte die Arado aufgrund einer Anweisung des bulgarischen Befehlshabers der Seestreitkräfte, Admiral Dobrew, nach Protesten sowjetischer Kriegsveteranen als „faschistisches Flugzeug“ vernichtet werden. Stattdessen wurde die Maschine demontiert und die einzelnen Teile bei Pobiti Kamani im Freien abgestellt. 1987 wurde sie vom damaligen Leiter des bulgarischen Luftfahrtmuseums Oberst Jargo Keranew wiederentdeckt, auf dem Flughafen Krumowo umfassend restauriert und bei der Eröffnung des Luftwaffenmuseums in Plowdiw am 21. September 1991 als Ausstellungsstück zugewiesen. Seitdem ist die Maschine dort als Ausstellungsstück Nummer 3 zu besichtigen.

### Werknummer 196 0317
Bei Kristiansand in Norwegen zerschellte am 18. März 1943 die Arado Ar 196 A-3, Werknummer 196 0317 (K6+WK) der 2./KFGr 406. Im Absturzgebiet am Berg Eggene nahe Hildre sind kleinere Zellen- und Tragflächenreste erhalten geblieben.

### Werknummer 196 0451
Zwischen Naxos und Ikaria verfing sich in 480 m Wassertiefe eine Arado Ar 196 im Schleppnetz des Fischereifahrzeugs MV „Fearless II“. Deren Kapitän Thanasis Sorokos übergab das Wrack der griechischen Luftwaffe. Aufgrund des Fundortes wurde die Maschine allgemein als Arado Ar 196 A-3, W. Nr. 196 0216, SAGr 126, angesprochen. Die 0216 hatte am 28. Februar 1944 nach einem Triebwerksbrand bei Ikaria notgewassert. Die Besatzung konnte aussteigen, das Flugzeug selbst sank bei einem Bergungsversuch bei Seegang 5 im Planquadrat CK 9878. Eine genaue Analyse der Restzelle im Sommer 2016 widerlegt diese Ansicht. Demnach handelt es sich um die Arado Ar 196 A-5, Luftwaffen-Werknummer 196 0451, 3./SAGr 126. Die als D1+?L registrierte Maschine schoss am 23. Juli 1944 gegen 8:10 Uhr eine Bristol Beaufighter der No. 603 SQ RAF ab. Bei der Verfolgung konnte der Bordschütze der Beaufighter das Triebwerk und den Schmierölbehälter der 0451 empfindlich treffen. Gegen 8:15 Uhr machte die Besatzung aufgrund stark gesunkenen Öldrucks – das Trefferbild zog sich unter anderem von unten nach oben durch den Öltank – eine Notwasserung und entfernte sich schwimmend vom Flugzeug. Andere Beaufighter versenkten die Arado anschließend durch Bordwaffenbeschuss.

### Werknummer 196 1006
Die Ar 196 A-3 mit der Werknummer 196 1006, die von der SNCASO in St. Nazaire 1942 gebaut wurde, ging als DH+ZF am 11. Februar 1943 bei der 1./Fl.Erg.Gr. (See) im schwedischen Sund nach Verorientierung nieder. Die Besatzung wurde gefangen genommen, die Maschine verblieb in Schweden. Nach einem Landeunfall liegt die zuletzt zivil genutzte 196 1006 seit dem 19. August 1947 vor der schwedischen Stadt Karlskrona im Meer. Sie kann im dort nur 12–15 m tiefem Wasser betaucht werden, versandet aber zusehends.

### Werknummer 623 167
Diese A-5 wurde 1944 von Fokker produziert, trug das Stammkennzeichen PO+HG und flog in der Bordfliegergruppe 196. Zuletzt war sie mit dem Kennzeichen T3+BH Bordflugzeug der Prinz Eugen, die 1946 als Kriegsbeute in die USA verschifft wurde. In Philadelphia wurden mit der Maschine zu Versuchszwecken sieben Katapultstarts durchgeführt. In den USA erhielt diese Maschine das Kennzeichen GA+DX. Nach einigen Jahren auf der Naval Air Station in Norfolk wurde die Maschine 1960 in ein Lager des National Air and Space Museum in Washington, D.C. eingelagert, wo sie sich noch heute befindet.

### Werknummer 623 183

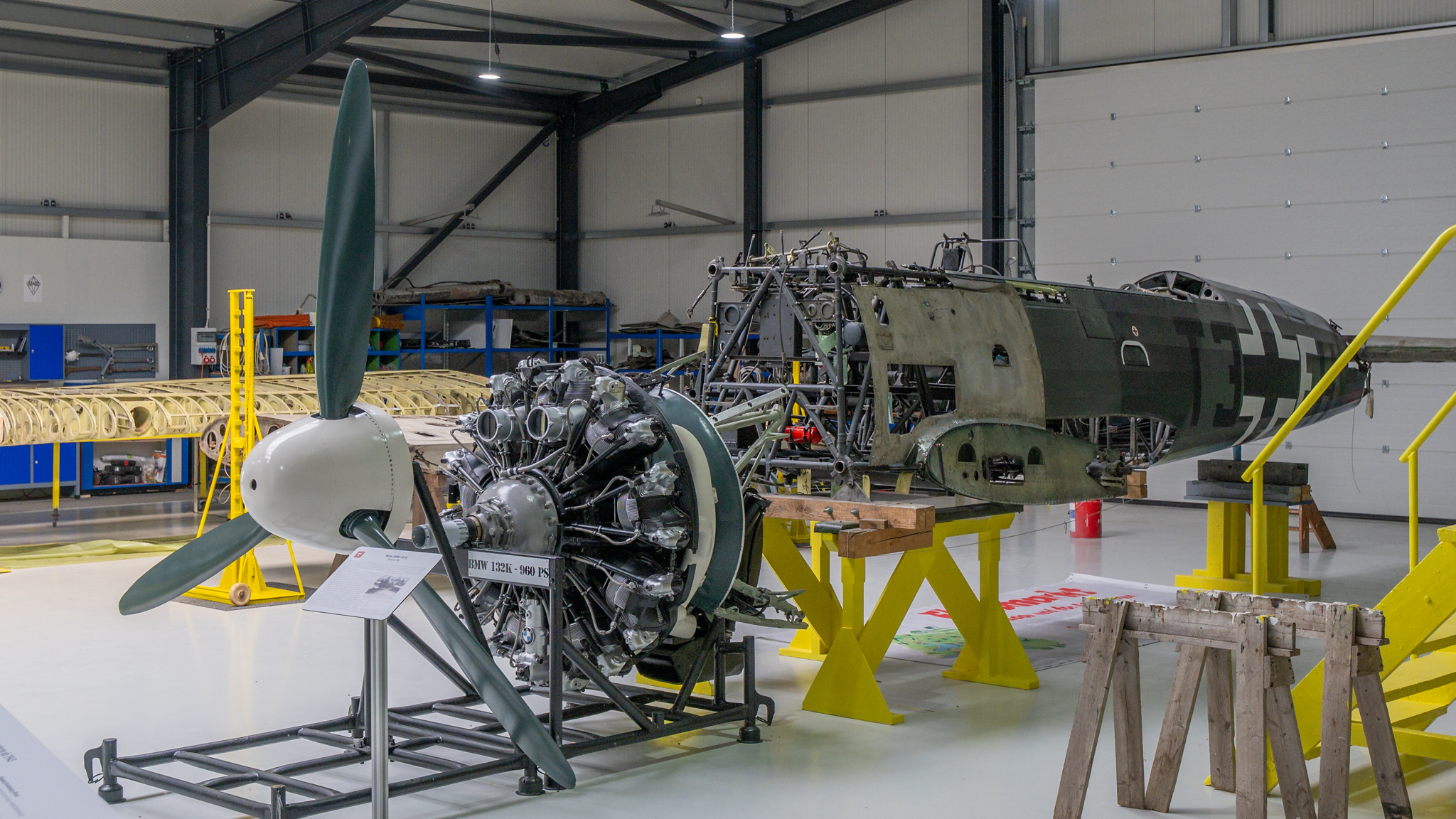
Restaurierung der Arado Ar 196 im Aeronauticum Nordholz (2024)

Auch diese Werknummer war eine von Fokker produzierte A-5 für die Prinz Eugen. Ihr Verbandskennzeichen lautete T3+CH (T3+HK). Die Maschine stand seit 1949 im Freigelände der Naval Air Station Joint Reserve Base Willow Grove in Pennsylvania. Dort wechselte ihr Kennzeichen nacheinander zu TW+SH, T3+HK und GA+DX. Bis 1995 wurde die Arado nur sporadisch überholt und verfiel zusehends; viele Bauteile verschwanden. Im gleichen Jahr wurde sie in den Bestand des National Museum of Naval Aviation Pensacola überführt. Beim LKW-Transport dorthin wurde die Maschine schwer beschädigt, als beim Unterqueren einer zu niedrigen Brücke ihr Kabinendach abgerissen wurde. Das Flugzeug wurde anschließend im NMNA eingelagert. Im März 2013 wurde bekanntgegeben, dass das Flugzeug gemäß einer Vereinbarung zwischen der US-Navy und der Bundesmarine demnächst im Aeronauticum von Nordholz originalgetreu restauriert und anschließend mehrere Jahre als Leihgabe präsentiert werden soll, ehe es zu einem noch nicht festgelegten Zeitpunkt in die USA rücküberführt wird. Über den Zwischenstand der Restaurierung informiert der Förderverein Arado 196 e. V. regelmäßig im Internet. Statt der zu erwartenden Fokker-Werknummer wurde in der Zelle der Maschine im Sommer 2018 die Werknummer 196 0293 gefunden. Diese Werknummer gehörte zur Arado-Fertigung in Rostock in der Baureihe A-3. Basierend auf der „Technischen Anweisung des Generalluftzeugmeisters“, Kennziffer II Ar 196, A1, Nr. 2/43 wurde die Maschine auf den Standard A-3/A-5 gebracht und dann in der Lebenslaufakte als A-5 geführt. Wahrscheinlich war sie zunächst bei der 2./SAGr 128 eingesetzt worden. Nach deren Auflösung kam sie zur Luftzeuggruppe (See), von wo sie dann ihren Weg zur Bordfliegergruppe 196 und damit an Bord der „Prinz Eugen“ gefunden haben könnte. Es ist unwahrscheinlich, dass Fokker in Amsterdam aus Teilen mehrerer verunfallter Ar 196 eine „neue“ aufbaute, die dann von der Bauaufsicht der Luftwaffe unter einer neuen Fokker-Werknummer abgenommen wurde. Gegen diese Theorie spricht auch, dass Fokker mehr Zellen anfertigte, als dass RLM bestellt hatte (!). Wahrscheinlich wurden nach dem Kriegsende Flugzeuge und Lebenslaufakten irrtümlich vertauscht, weshalb sich die Werknummer 623 183 bis heute gehalten hat. Eine endgültige Erklärung steht noch aus.

## Weitere Funde
Das Wrack einer A-5 wurde vor der italienischen Insel Capraia in 40 Metern Tiefe entdeckt, wo es von einem italienischen Hecktrawler in Hafennähe abgesetzt wurde. Es dient heute als Tauchattraktion. Die Identität der Arado Ar 196 vor Capraia ist bislang ungeklärt. Einen Antrag auf Bergung der sehr gut erhaltenen Zelle hat das Bundesamt für Immobilienaufgaben in Koblenz im Frühjahr 2017 abgelehnt. Anhand festgestellter Ersatzteilnummern im Triebwerksbereich ist die Maschine eindeutig als Arado Ar 196 A-5 anzusprechen. Wahrscheinlich stammt sie aus dem Fertigungsblock 100 0345 bis 100 0386, Produktionsbeginn März 1943, Hersteller Arado Flugzeugwerke Warnemünde. Im Seegebiet östlich von Korsika gingen im September 1943 drei Ar 196 A-5 verloren, die erst im Juli / August 1943 ausgeliefert worden waren. Die T3+DM (W. Nr. 196 0369) und die T3+EM (W. Nr. 196 0372) unterlagen am 29. September 1943 im Planquadrat 9342/04 Ost, unmittelbar östlich von Bastia und etwa auf halbem Wege zum Arcipelago Toscano, im Luftkampf mit zwölf Spitfire. Eine Besatzung fiel, die zweite konnte gerettet werden. Seit dem 2. September 1943 wird auch die T3+FM (W. Nr. 196 0374) der 2./196 vermisst, deren Besatzung Flugzeugführer Unteroffizier Josef Vierthaler und Beobachter Leutnant zur See Erich Pfetzer nicht von einer U-Jagd nordöstlich Sardiniens zurückkam. Eine Feindeinwirkung durch die RAF konnte bislang nicht belegt werden. Die beiden Abschüsse der No. 91 (Nigeria) SQ RAF kommen nicht in Frage, weil deren Supermarine Spitfire Mk. XII nicht im Mittelmeerraum eingesetzt wurden. Ähnliches gilt für die sieben anerkannten Luftsiege durch Hawker Hurricane Mk. IV der No. 164 (Argentine–British) SQ am 2. September 1943. Lt. Bouguen von der No. 341 SQ (auch bekannt als Groupe de Chasse n° 3/2 „Alsace“) gelang der Abschuss eines Gegners; er flog eine Supermarine Spitfire L.F Mk. IX, allerdings ebenfalls nicht über dem Mittelmeer. Das RAF Bomber Command meldete im gleichen Zeitraum ebenfalls sieben Luftsiege. Drei Abschüsse gelangen Bordschützen der No. 56, weitere drei Bordschützen der No. 75 SQ RAF Bomber Command – bei Nachteinsätzen über Kontinentaleuropa mit Viermots Avro Lancaster bzw. Short Stirling. Einer Vickers Wellington-Besatzung der No. 300 (Polish) SQ RAF wurde ein Abschuss bestätigt; ebenfalls über Kontinentaleuropa. Das Einsatzgebiet der 196 0374, die von Orbetello aus eingesetzt worden war, lag südlich von Capraia. Ob es sich bei der Maschine vor Capraia um die der Besatzung Vierthaler handelt, wird seit Juni 2018 erforscht.
Vor der griechischen Insel Leros fanden Taucher 2014/2015 eine weitere Ar 196 A-3.
Bis zu fünf Arado Ar 196 A-3/A-5 sollen im Ladogasee vor dem deutschen Rückzug mittels Schützenfeuer versenkt worden sein. Auch bei Odessa sollen mehrere Arado Ar 196 A-3/A-5 bzw. A-5 versenkt worden sein, damit sie nicht in sowjetische Hände fallen. 2001, 2005 und 2014 von lokalen Tauchgruppen angekündigte Bergungen wurden bislang nicht realisiert; der Wahrheitsgehalt der Aussagen ist insofern zweifelhaft.
Das norwegische Geo-Institut Norges Geologiske Undersøkelse (NGU) entdeckte im Sommer 2017 in der südöstlich von Trondheim gelegenen Bucht vor Hommelvik eine Bodenanomalie. Die Spezialfirma Blueye Robotics AS untersuchte die Fundstelle mit einer Blueye-Drohne und fand eine Arado Ar 196 (vermutlich eine A-3/A-5 bzw. A-5). Der Gitterrohrrahmen und die strukturgebenden Elemente der Zelle sind mitsamt der Haubenverglasung vollständig erhalten geblieben. Das Flugzeug liegt auf dem Rücken und stützt sich auf das ebenfalls vorhandene Seitenleitwerk. Die Tragflächen sind abgeknickt, die Schwimmerstreben zeigen Richtung Wasseroberfläche. Der Neunzylinder-Sternmotor BMW 132 W mit der VDM-Verstell-Luftschraube sitzt auf dem Meeresgrund auf. Möglicherweise durch Fischernetze wurden die beiden Schwimmer abgerissen, die in Teilen vor der Maschine liegen. In den Schwimmerstreben ist der Rest eines Schwimmers mit dem 300 Liter-Kraftstofftank hängengeblieben. Zwar ist die Schwenkarmlafette (SAL) für das doppelläufige Maschinengewehr MG 81 Z des Beobachters noch vorhanden, die Bewaffnung fehlt aber ebenso wie der Mutterkompass oder das Hauptgerätebrett. Wahrscheinlich wurden diese Teile vor der Versenkung dieser und zwei weiterer Maschinen am 11. September 1945 durch norwegische und britische Soldaten entfernt.
Laut Kriegstagebuch der No. 333 (Norwegian) Squadron RAF flog die Besatzung Lt. Johansen (Flugzeugführer) und S/Lt. Helgedagsrud am 5. Mai 1944 mit der de Havilland Mosquito Mk. VI (Kennung KK-O) von RAF Leuchars aus freie Jagd vor der norwegischen Westküste. Etwa sieben Kilometer südwestlich von Eigeröya unweit von Egersund in Norwegen entdeckte die Mosquito eine einzelne Arado Ar 196 A-5 der 2./196. Zwischen beiden Flugzeugen entwickelte sich ein harter Luftkampf. Die Arado flog dabei in den Bereich der deutschen Flak hinein, worauf hin der Luftkampf abgebrochen wurde. Mit seinem letzten Feuerstoß traf Johansen einen Schwimmer der Arado, der in Brand geriet; die Arado machte in Sichtweite der Küste auf der Position 58° 23′N – 5° 42′E eine Notwasserung und versank, weil sie sich auf einem Schwimmer nicht über Wasser halten konnte. Weil ein gut erhaltenes Wrack der Maschine möglich erscheint und die Besatzung nicht gefallen ist, wird Stand 15. November 2018 nach der Maschine gesucht. Eventuell kann sie als E-Teilspender verwendet werden.

## Belege
1. 1 2 3 4 5 6 7 8  Bechtermünz Verlag (Hrsg.): Flugzeugtypen der Welt;. Modelle-Technik-Daten. Genehmigte Lizenzausgabe für Weltbild Verlag GmbH, Augsburg 1998, ISBN 3-86047-593-2, S. 61 (Originaltitel: The Encyclopedia of World Aircraft.).
2. ↑  David Donald: Deutsche Luftwaffe – Eine Illustrierte Geschichte der Deutschen Luftwaffe 1939–1945. Tosa Verlag, Wien 2001, ISBN 3-85492-473-9, S. 7.
3. 1 2 3  Hans-Jürgen Becker, Ralf Swoboda: Flugzeuge und Hubschrauber der Luftwaffe 1933–1945. Motorbuchverlag, Stuttgart 2005, ISBN 3-613-02524-8, S. 32.
4. 1 2 3 4  HG Büro Gerhard Sondermann (Hrsg.): AERO. Das illustrierte Sammelwerk der Luftfahrt. Heft 43. Marshall Cavendish Ltd., London/Hamburg 1984, S. 823–829.
5. ↑  Hans-Jürgen Becker, Elmar Wilczek: Wasserflugzeuge – Flugboote, Amphibien, Schwimmerflugzeuge. Bernard & Graefe Verlag, Koblenz 1994, ISBN 3-7637-6106-3, S. 194.
6. 1 2 3 4 5 6 7 8 9 10 11 12  Hans-Peter Dabrowski, Volker Koos: See-Mehrzweckflugzeug Arado Ar 196. In: Waffen-Arsenal. Band 126. Podzun-Pallas-Verlag, Dorheim 1990, ISBN 3-7909-0416-3, S. 5–15.
7. ↑  Hans-Jürgen Becker, Elmar Wilczek: Wasserflugzeuge – Flugboote, Amphibien, Schwimmerflugzeuge. Bernard & Graefe Verlag, Koblenz 1994, ISBN 3-7637-6106-3, S. 195.
8. 1 2 3  Jörg Armin Kranzhoff: Die Arado-Flugzeuge – Vom Doppeldecker zum Strahlflugzeug. Bernard & Graefe Verlag, Koblenz 2000, ISBN 3-7637-6122-5, S. 134.
9. 1 2 3 4 5 6 7 8 9  Jörg Armin Kranzhoff: Die Arado-Flugzeuge – Vom Doppeldecker zum Strahlflugzeug. Bernard & Graefe Verlag, Koblenz 2000, ISBN 3-7637-6122-5, S. 136.
10. 1 2 3  Hans-Jürgen Becker, Elmar Wilczek: Wasserflugzeuge – Flugboote, Amphibien, Schwimmerflugzeuge. Bernard & Graefe Verlag, Koblenz 1994, ISBN 3-7637-6106-3, S. 197.
11. 1 2 3 4  Volker Koos: Arado Flugzeugwerke 1925–1945. Heel-Verlag, Königswinter 2007, ISBN 978-3-89880-728-9, S. 83.
12. 1 2  Karl R. Pawlas (Hrsg.): Luftfahrt International. Ausgabe Juli–August, Nr. 4. Publizistisches Archiv, Abt. Luftfahrt, gegr. 1956, Karl R. Pawlas, Nürnberg 1974, Arado Ar 196 A und B, S. 595–598.
13. ↑  Karl R. Pawlas (Hrsg.): Luftfahrt International. Ausgabe Juli–August, Nr. 4. Publizistisches Archiv, Abt. Luftfahrt, gegr. 1956, Karl R. Pawlas, Nürnberg 1974, Arado Ar 196 A und B, S. 624.
14. 1 2  Karl R. Pawlas (Hrsg.): Luftfahrt International. Ausgabe Juli–August, Nr. 4. Publizistisches Archiv, Abt. Luftfahrt, gegr. 1956, Karl R. Pawlas, Nürnberg 1974, Arado Ar 196 A und B, S. 599–605.
15. 1 2 3  Karl R. Pawlas (Hrsg.): Luftfahrt International. Ausgabe Juli–August, Nr. 4. Publizistisches Archiv, Abt. Luftfahrt, gegr. 1956, Karl R. Pawlas, Nürnberg 1974, Arado Ar 196 A und B, S. 606–613.
16. 1 2  Karl R. Pawlas (Hrsg.): Luftfahrt International. Ausgabe Juli–August, Nr. 4. Publizistisches Archiv, Abt. Luftfahrt, gegr. 1956, Karl R. Pawlas, Nürnberg 1974, Arado Ar 196 A und B, S. 616–619.
17. 1 2  Karl R. Pawlas (Hrsg.): Luftfahrt International. Ausgabe Juli–August, Nr. 4. Publizistisches Archiv, Abt. Luftfahrt, gegr. 1956, Karl R. Pawlas, Nürnberg 1974, Arado Ar 196 A und B, S. 619–621.
18. 1 2  Karl R. Pawlas (Hrsg.): Luftfahrt International. Ausgabe Juli–August, Nr. 4. Publizistisches Archiv, Abt. Luftfahrt, gegr. 1956, Karl R. Pawlas, Nürnberg 1974, Arado Ar 196 A und B, S. 623–625.
19. ↑  Hans-Jürgen Becker: Wasserflugzeuge – Flugboote, Amphibien, Schwimmerflugzeuge. Bernard & Graefe Verlag, Koblenz 1994, ISBN 3-7637-6106-3, S. 198.
20. 1 2 3  Jörg Armin Kranzhoff: Die Arado-Flugzeuge – Vom Doppeldecker zum Strahlflugzeug. Bernard & Graefe Verlag, Koblenz 2000, ISBN 3-7637-6122-5, S. 137.
21. ↑  Volker Koos: Arado Flugzeugwerke 1925–1945. Heel-Verlag, Königswinter 2007, ISBN 978-3-89880-728-9, S. 80.
22. ↑  Heinz J. Nowarra: Die deutsche Luftrüstung 1933–1945. Bernard & Graefe Verlag, Koblenz 1993, ISBN 3-7637-5464-4, Band 1, S. 56.
23. 1 2  Volker Koos: Arado Flugzeugwerke 1925–1945. Heel-Verlag, Königswinter 2007, ISBN 978-3-89880-728-9, S. 81.
24. 1 2 3 4  Hans-Jürgen Becker, Ralf Swoboda: Flugzeuge und Hubschrauber der Luftwaffe 1933–1945. Motorbuchverlag, Stuttgart 2005, ISBN 3-613-02524-8, S. 33.
25. ↑  Jörg Armin Kranzhoff: Die Arado-Flugzeuge – Vom Doppeldecker zum Strahlflugzeug. Bernard & Graefe Verlag, Koblenz 2000, ISBN 3-7637-6122-5, S. 135.
26. 1 2 3  Hans-Jürgen Becker, Elmar Wilczek: Wasserflugzeuge – Flugboote, Amphibien, Schwimmerflugzeuge. Bernard & Graefe Verlag, Koblenz 1994, ISBN 3-7637-6106-3, S. 196.
27. ↑  Christian König: Nur B Ware? Die Arado Ar 196 mit Zentralschwimmer. In: Jet & Prop. Heft 1/2019. VDM Heinz Nickel, Zweibrücken 15. Dezember 2018.
28. 1 2 3  Hans-Jürgen Becker, Ralf Swoboda: Flugzeuge und Hubschrauber der Luftwaffe 1933–1945. Motorbuchverlag, Stuttgart 2005, ISBN 3-613-02524-8, S. 34.
29. ↑  Robert Jackson: Aviazione Della Seconda Guerra Mondiale. L’airone Editrice, Rom 2006, ISBN 88-7944-841-2, S. 25.
30. 1 2 3 4 5 6 7 8  Volker Koos: Arado Flugzeugwerke 1925–1945. Heel-Verlag, Königswinter 2007, ISBN 978-3-89880-728-9, S. 82.
31. ↑  David Donald: Deutsche Luftwaffe – Eine Illustrierte Geschichte der Deutschen Luftwaffe 1939–1945. Tosa Verlag, Wien 2001, ISBN 3-85492-473-9, S. 10.
32. ↑  Jörg Armin Kranzhoff: Die Arado-Flugzeuge – Vom Doppeldecker zum Strahlflugzeug. Bernard & Graefe Verlag, Koblenz 2000, ISBN 3-7637-6122-5, S. 115.
33. ↑  Jörg Armin Kranzhoff: Die Arado-Flugzeuge – Vom Doppeldecker zum Strahlflugzeug. Bernard & Graefe Verlag, Koblenz 2000, ISBN 3-7637-6122-5, S. 164.
34. ↑  Jörg Armin Kranzhoff: Die Arado-Flugzeuge – Vom Doppeldecker zum Strahlflugzeug. Bernard & Graefe Verlag, Koblenz 2000, ISBN 3-7637-6122-5, S. 247–251.
35. ↑  Jörg Armin Kranzhoff: Die Arado-Flugzeuge – Vom Doppeldecker zum Strahlflugzeug. Bernard & Graefe Verlag, Koblenz 2000, ISBN 3-7637-6122-5, S. 245.
36. ↑  Friedrich Stamp: Zwangsarbeit in der Metallindustrie 1939–1945. Das Beispiel Mecklenburg-Vorpommern. In: Arbeitsheft der Otto Brenner Stiftung. Nr. 24, 2001 (PDF (Memento vom 2. April 2015 im Internet Archive)), S. 15 und 32.
37. 1 2 3 4  Hans-Jürgen Becker, Ralf Swoboda: Flugzeuge und Hubschrauber der Luftwaffe 1933–1945. Motorbuchverlag, Stuttgart 2005, ISBN 3-613-02524-8, S. 35.
38. 1 2 3  Hans-Peter Dabrowski, Volker Koos: See-Mehrzweckflugzeug Arado Ar 196. In: Waffen-Arsenal. Band 126. Podzun-Pallas-Verlag, Dorheim 1990, ISBN 3-7909-0416-3, S. 28–47.
39. ↑  KrackerDataBase Pilot 5, 8, 19, 29.
40. ↑  Peter W. Cohausz: Deutsche Flugzeuge bis 1945. 2. Auflage. Aviatic Verlag, Oberhaching 1998, ISBN 3-925505-47-4, S. 129.
41. ↑  Jörg Armin Kranzhoff: Die Arado-Flugzeuge – Vom Doppeldecker zum Strahlflugzeug. Bernard & Graefe Verlag, Koblenz 2000, ISBN 3-7637-6122-5, S. 138.
42. ↑  Edwin Sternkiker: Doppeldecker und Strahlbomber über Ribnitz. Die Walther-Bachmann-Flugzeugwerke 1934 bis 1945. Redieck & Schade, Rostock 2010, ISBN 978-3-942673-35-8, S. 113.
43. 1 2 3 4 5  Peter W. Cohausz: Deutsche Flugzeuge bis 1945. 2. Auflage. Aviatic Verlag, Oberhaching 1998, ISBN 3-925505-47-4, S. 131.
44. ↑  Christian König: Adler über See – Bordflugzeug und Küstenaufklärer Arado Ar 196. Helios Verlag, Aachen 2016, ISBN 978-3-86933-163-8, S. 178.
45. ↑  Christian König: Adler über See. Bordflugzeug und Küstenaufklärer Arado Ar 196. Helios Verlag, Aachen 2016, ISBN 978-3-86933-163-8, S. 179.
46. 1 2 3  Christian König: Adler über See. Bordflugzeug und Küstenaufklärer Arado Ar 196. Helios Verlag, Aachen 2016, ISBN 978-3-86933-163-8, S. 180.
47. ↑  Lino von Gartzen: Arado Ar 196. In: Flugzeug Classic. Nr. 7, 2010, S. 24 (online (Memento vom 30. Oktober 2015 im Internet Archive)). Abgerufen am 26. August 2015.
48. ↑  Jochen Schipke, Christian König: Arado Ar 196 A-3 vor Iraklia. In: WETNOTES. Nr. 26. Sparta Media UHG, Freiburg 1. Mai 2017, S. 54–59.
49. ↑  Christian König: Arado Ar 196: Arados Allrounder. In: Flugzeug Classic Nr. 2/2024. GeraMond, München 2023, ISSN 1617-0725, S. 35.
50. ↑  Stefan Semerdjiev: Die bulgarische Arado Ar 196. In: Flugzeug Classic, Nr. 4/2002. GeraNova, München, ISSN 1617-0725, S. 58.
51. ↑  Christian König: Arado Ar 196 A-5 in Dekelia identifiziert. In: Jet & Prop. Nr. 1/17. VDM Verlag Heinz Nickel, Zweibrücken, S. 6.
52. ↑  Christian König, Autor von „Adler über See. Bordflugzeug und Küstenaufklärer Arado Ar 196“ und „Erste am Feind“ (beide Helios Verlag, Aachen), Erkenntnisstand August 2016 bzw. Sept./Okt. 2017.
53. ↑  Jan Forsgren: Eine etwas andere Arado Ar 196. In: Flugzeug Classic. Nr. 11, 2009, S. 24 (online (Memento vom 9. Mai 2015 im Internet Archive)). Abgerufen am 18. Januar 2013.
54. ↑  Christian König: Adler über See. Bordflugzeug und Küstenaufklärer Arado Ar 196. Helios Verlag, Aachen 2016, ISBN 978-3-86933-163-8, S. 176.
55. ↑  Christian König: Im Trüben fischen: Arado Ar 196 vor Karlskrona. In: Jet & Prop. Nr. 6/16. VDM Verlag Heinz Nickel, Zweibrücken, S. 39–42.
56. ↑  Arado Ar 196 A-5 (Memento vom 3. Juni 2013 im Internet Archive) in der Kollektion des Smithsonian Institution’s National Air and Space Museum, Washington, D.C., USA. Abgerufen am 28. Dezember 2012.
57. ↑  Dave McDonald: Arado Ar 196. Das Flugzeug des „Prinzen“. In: Flugzeug Classic. Nr. 4, 2013, S. 10.
58. ↑  Förderverein Arado Ar 196 e. V.: Homepage. Abgerufen am 6. März 2018.
59. ↑  Das Flugzeugwrack von Capraia. Informationen und Bilder auf tauchalf.de, abgerufen am 26. Dezember 2012.
60. ↑  Die Prüfung durch das Bundesamt erfolgte auf eine formelle Anfrage von Christian König, Autor von „Adler über See. Bordflugzeug und Küstenaufklärer Arado Ar 196“ (Helios, 2016).
61. ↑  Quelle: The National Archives, Kew/UK, hier: AirMin and RAF records, 2. September 1943, Bestände AIR 50/39/80, AIR 50/39/81, AIR 50/67/5, AIR 50/67/6, AIR 50/67/7, AIR 50/67/8, AIR 50/67/9, AIR 50/67/11, AIR 50/67/12, AIR 50/132/26, AIR 50/190/186, AIR 50/190/187, AIR 50/190/188, AIR 50/192/165, AIR 50/192/166, AIR 50/192/167, AIR 50/292/351. Vgl. https://discovery.nationalarchives.gov.uk/results/r?_ln=&_ttl=&_crp=&_sd=02%2F09%2F1943&_ed=02%2F09%2F1943&discoveryCustomSearch=true&_cr1=AIR+50&_col=200&_dt=CR&_hb=tna ausgewertet am 6. Juni 2019.
62. ↑  Christian König: Adler über See. Bordflugzeug und Küstenaufklärer Arado Ar 196. Helios Verlag, Aachen 2016, ISBN 978-3-86933-163-8.
63. ↑  Christian König: Blueye Pioneer- professionelle UW Drohne im Handgepäck. In: WETNOTES. Nr. 28. New Sparta Media, 2018, S. 30–31.
64. ↑  Christian König: Mehrere Arado Ar 196 A-3/A-5 vor Trondheim? In: Jet & Prop. Nr. 1/2018. VDM Heinz Nickel Medienvertrieb, Zweibrücken März 2018, S. 20–21.
65. ↑  KTB der No. 333 SQ RAF via www.luftwaffe-zur-see.de